# Italia preistorica e protostorica
Con l'espressione Italia preistorica e protostorica si indica quella parte della storia d'Italia che parte dal Paleolitico fino ad arrivare all'età del ferro, periodo nel quale iniziano ad apparire i primi documenti scritti.

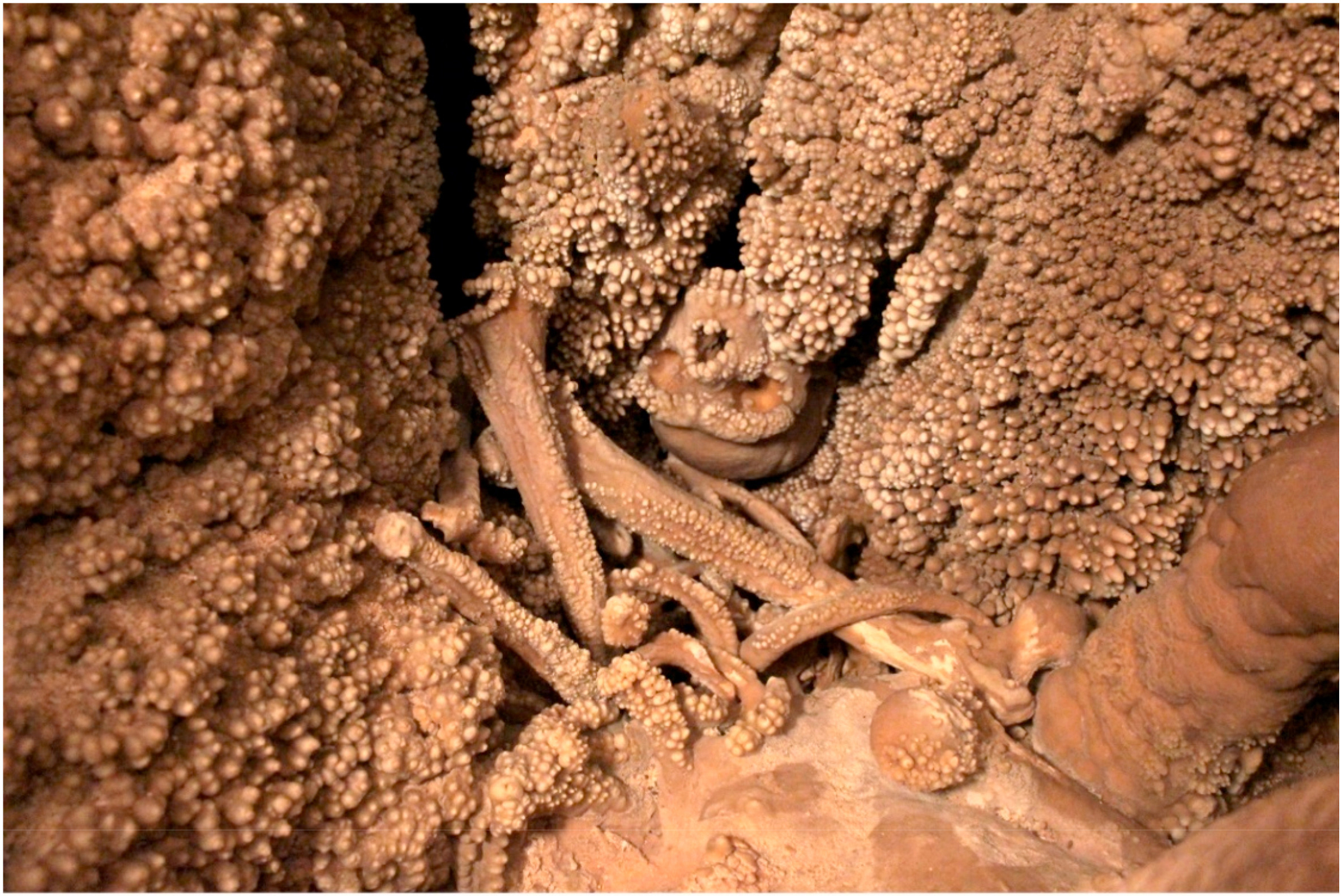
Uomo di Altamura

## Preistoria

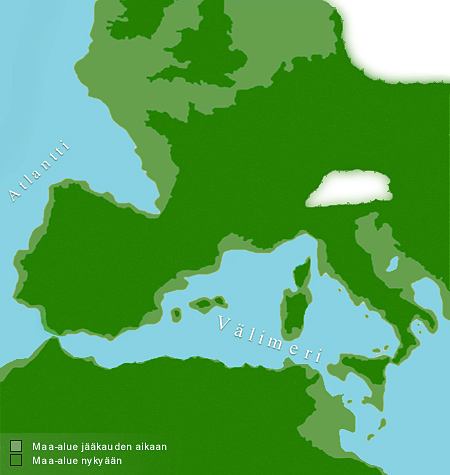
In colore verde chiaro le terre emerse durante l'ultima glaciazione; in verde scuro la situazione attuale.

L'aspetto della penisola italiana nella preistoria era assai diverso rispetto a quella dei giorni nostri. L'alternarsi di periodi con clima temperato e glaciazioni comportò grandi cambiamenti climatici e geografici. Nei periodi più freddi, ad esempio, l'isola d'Elba e la Sicilia erano collegate alla penisola italiana. Il mare Adriatico cominciava a bagnare le coste d'Italia all'altezza del Gargano e il resto del territorio, ora sommerso, era una fertile pianura con clima umido.

### Paleolitico e mesolitico
Le prime presenze umane in territorio italiano trovano testimonianze nel sito di Pirro nord sul Gargano, 1 500 000 anni dal presente (BP - Before Present), a Ca' Belvedere sul monte Poggiolo nell'Appennino forlivese, 800 000 BP, ad Isernia 700 000 anni BP e a Notarchirico di Venosa in Basilicata, 700 000 anni BP. Mentre per i primi due siti non si conosce a quale specie umana si possa far riferimento, nel sito di Notarchirico un femore, datato a un periodo compreso tra 661 000 e 614 000 anni dal presente, è stato attribuito ad un adolescente della specie Homo heidelbergensis, come anche il fossile di dente, appartenuto al bambino vissuto a La Pineta di Isernia, di 583 000 anni BP.
Altre testimonianze della presenza dell'Homo heidelbergensis, sono documentate dai siti di Riparo di Visogliano in provincia di Trieste di 450 000 anni BP , dalla calotta cranica dell'uomo di Ceprano in provincia di Frosinone, databile a 400 000 anni BP, e dalle Ciampate del diavolo, le orme fossili ritrovate in provincia di Caserta, risalenti a più di 350 000 anni BP.
Risalente a circa 180 000 anni fa, è riccamente documentato un complesso di industrie litiche su scheggia ritrovato lungo il corso del Rio Altana a Sa Pedrosa-Pantallinu nella Sardegna settentrionale; i ricercatori l'hanno attribuito al periodo cosiddetto Clactoniano arcaico, con elementi proto-levalloisiani.

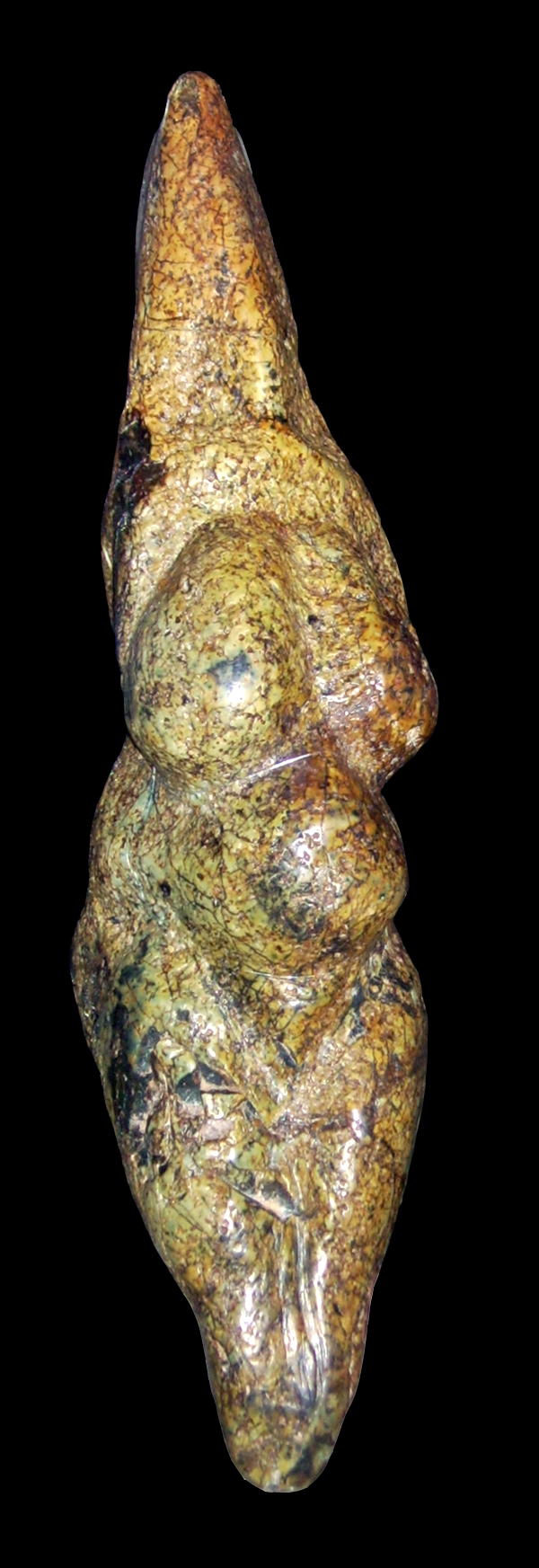
Venere di Savignano.

La presenza dell'Uomo di Neanderthal in Italia è attestata da diversi ritrovamenti paleoantropologici, il più antico dei quali è quello del cosiddetto Uomo di Saccopastore ritrovato a Roma, databile a circa 250 000 anni dal presente. Non sono troppo numerosi i resti portati alla luce in Italia, rispetto all'Europa continentale, e tutti sono riconducibili al tardo Pleistocene. Sono circa una ventina i siti che hanno restituito testimonianze dei Neanderthal, tra cui si citano la grotta Guattari a San Felice Circeo, dove sono stati ritrovai resti di nove individui nanderthaliani, la grotta di Fumane e il Riparo Tagliente in provincia di Verona, i Balzi Rossi in Liguria, dove negli stessi luoghi ai Neanderthal sono succeduti i primi esseri umani moderni europei, e la Grotta di Lamalunga dove è stato trovato l'eccezionale fossile dell'uomo di Altamura, uno scheletro praticamente completo intrappolato nel calcare della grotta. 

Principali siti dell'Aurignaziano in Europa

Secondo gli studiosi, la comparsa dell'Homo sapiens nella regione geografica italiana è databile al Paleolitico superiore, periodo che si estende tra i 40 000 e i 10 000 anni BP. Nella grotta del Cavallo nel Salento sono stati ritrovati due denti datati ad un periodo compreso tra 43 000 e i 41 000 anni BP, attribuiti ai primi esseri umani moderni europei (EEMH, da European early modern humans in inglese), i più antichi fossili di Homo sapiens fin'ora ritrovati in Italia, associati alla cultura archeologica uluzziana.
Degli esemplari associati alla culura aurignaziana sono stati scoperti nella grotta di Fumane e risalgono a circa 34 000 anni fa. Seguono le culture dette Gravettiana ed Epigravettiana, le cui tracce sono state rinvenute in tutta la penisola e nelle isole maggiori.
Anche in Sardegna le prime frequentazioni dell' Homo sapiens risalgono al Paleolitico superiore (grotta Corbeddu) e al Mesolitico (grotta di Su Coloru). I rinvenimenti mesolitici della Sardegna settentrionale sono ascrivibili allEpigravettiano indifferenziato, importato da popolazioni giunte sull'Isola dall'Italia continentale a bordo di rudimentali imbarcazioni..
Il più antico scheletro umano completo rinvenuto in Sardegna risale al periodo di transizione tra Mesolitico e Neolitico (8500 a.C. circa). Ribattezzato Amsicora, venne ritrovato nel 2011 a Su Pistoccu, nella marina di Arbus, a pochi metri dalla battigia della Costa Verde, nel sud-ovest dell'Isola. La zona è stata oggetto di scavi più volte in passato e ha riportato alla luce altri importanti reperti.

### Neolitico

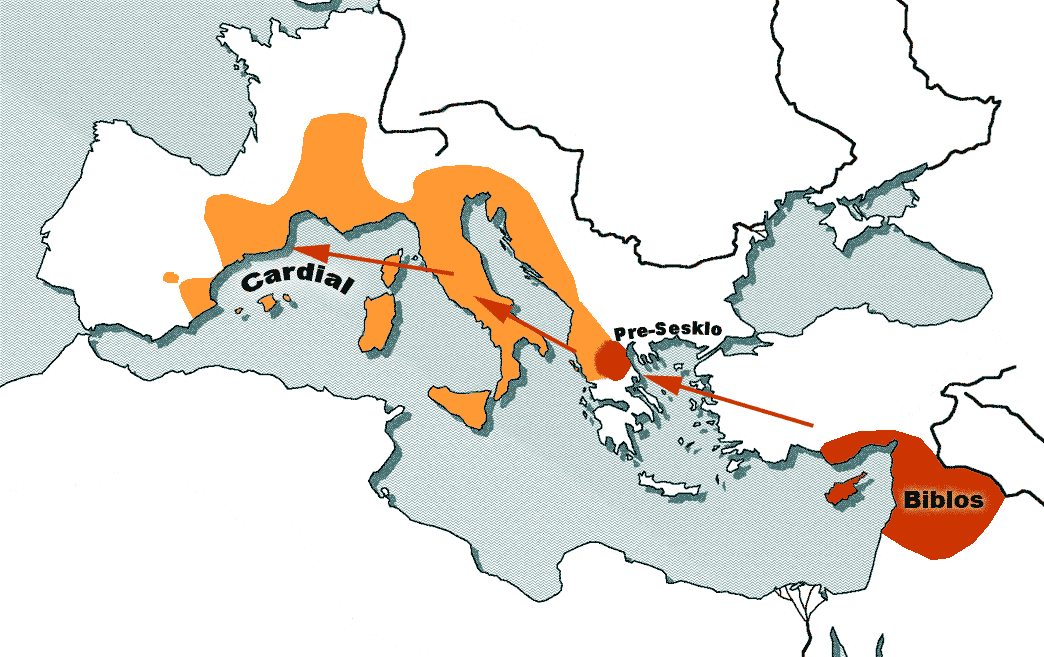
Espansione approssimativa della ceramica cardiale (o impressa)

Nell'Europa mediterranea, tra cui l'Italia, la prima ondata di neolitizzazione giunse dal mare, con la diffusione della ceramica impressa (o cardiale), decorata con impressioni a crudo ottenute prevalentemente con la conchiglia del genere Cardium (da cui anche l'appellativo di ceramica cardiale), su tutte le coste del Mediterraneo occidentale, dalla Liguria, alla Francia meridionale ed alla Spagna.

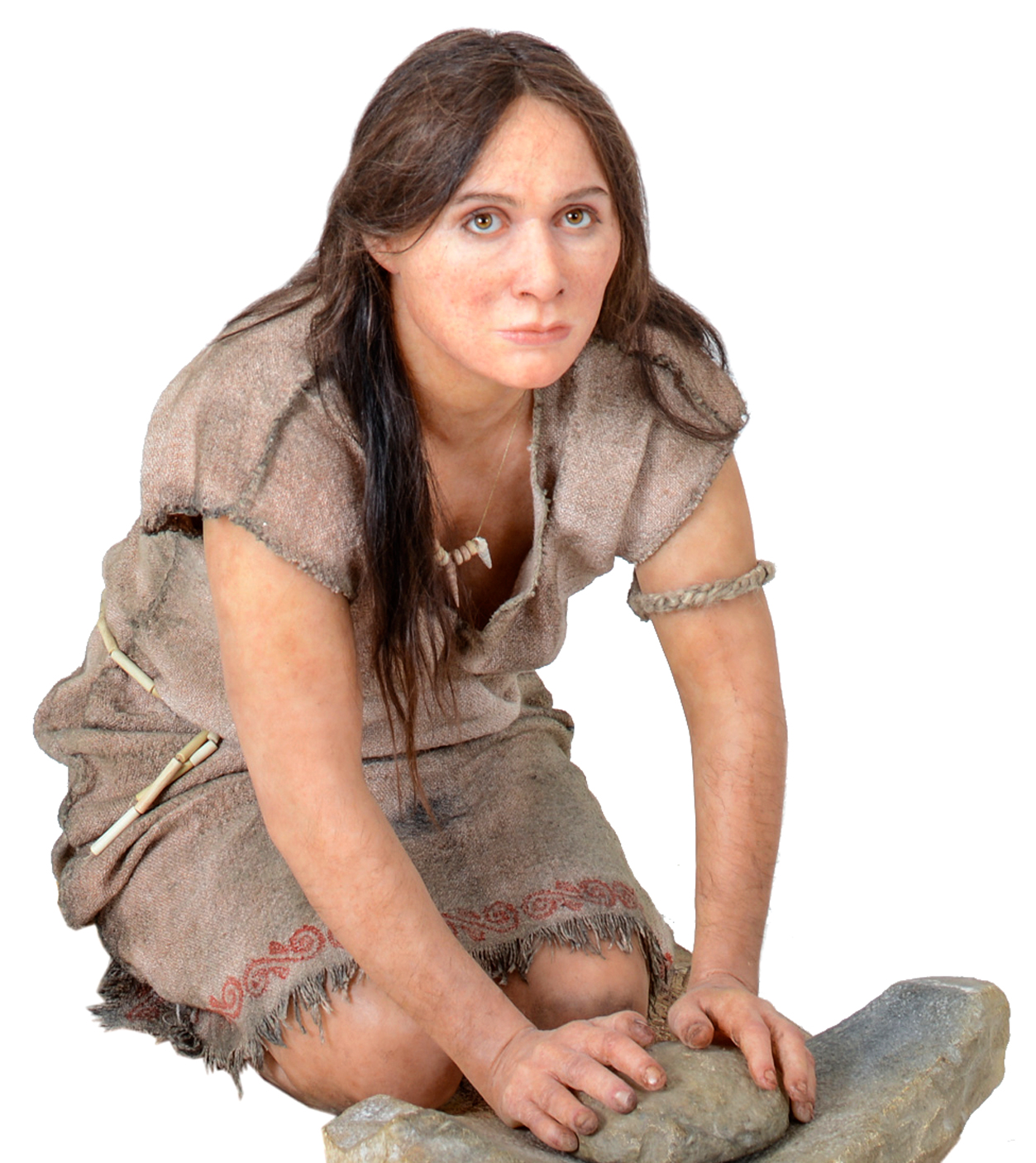
Ricostruzione di Homo sapiens di sesso femminile del neolitico (MUSE - Museo delle Scienze di Trento).

In Italia meridionale la cultura neolitica della ceramica impressa si diffuse, tra la seconda metà del VI millennio a.C. e gli inizi del V, soprattutto nel Tavoliere delle Puglie, in Irpinia, e in Basilicata, da dove si diffuse verso nord e verso l'interno e la costa tirrenica. In Sicilia è presente una maggiore continuità rispetto alle locali comunità mesolitiche, in analogia a quanto si riscontra nell'area di diffusione della ceramica cardiale e vi si svilupparono una serie di culture locali nell'ambito della ceramica impressa. L'isola di Lipari venne colonizzata all'inizio del V millennio a.C. da genti provenienti dalla Sicilia per lo sfruttamento dei suoi giacimenti di ossidiana.
In Italia centrale la presenza dell'Appennino determinò la formazione di aree culturali differenziate sul versante tirrenico e su quello adriatico, con diverse facies culturali che si susseguirono l'una all'altra, con parziali sovrapposizioni. In Sardegna lo sfruttamento dei giacimenti di ossidiana del Monte Arci portò al precoce sviluppo delle culture neolitiche, introdotte con la cultura della ceramica impressa proveniente probabilmente dall'Italia centrale tirrenica agli inizi del VI millennio a.C.
In Italia settentrionale la variante della cultura della ceramica impressa ligure, si affermò sulla costa della Liguria nella prima metà del VI millennio a.C. Alla fine del millennio l'area della pianura padana era interessata da un mosaico di culture accomunate dalla decorazione ceramica. All'inizio del V millennio a.C. il precedente mosaico culturale venne sostituito dall'unitaria cultura dei vasi a bocca quadrata, diffusa dalla Liguria al Veneto. Alla fine del millennio l'area venne progressivamente influenzata dalla cultura di Chassey (in Italia anche detta cultura di Lagozza), originaria della Francia che finì con il sostituire la cultura precedente.

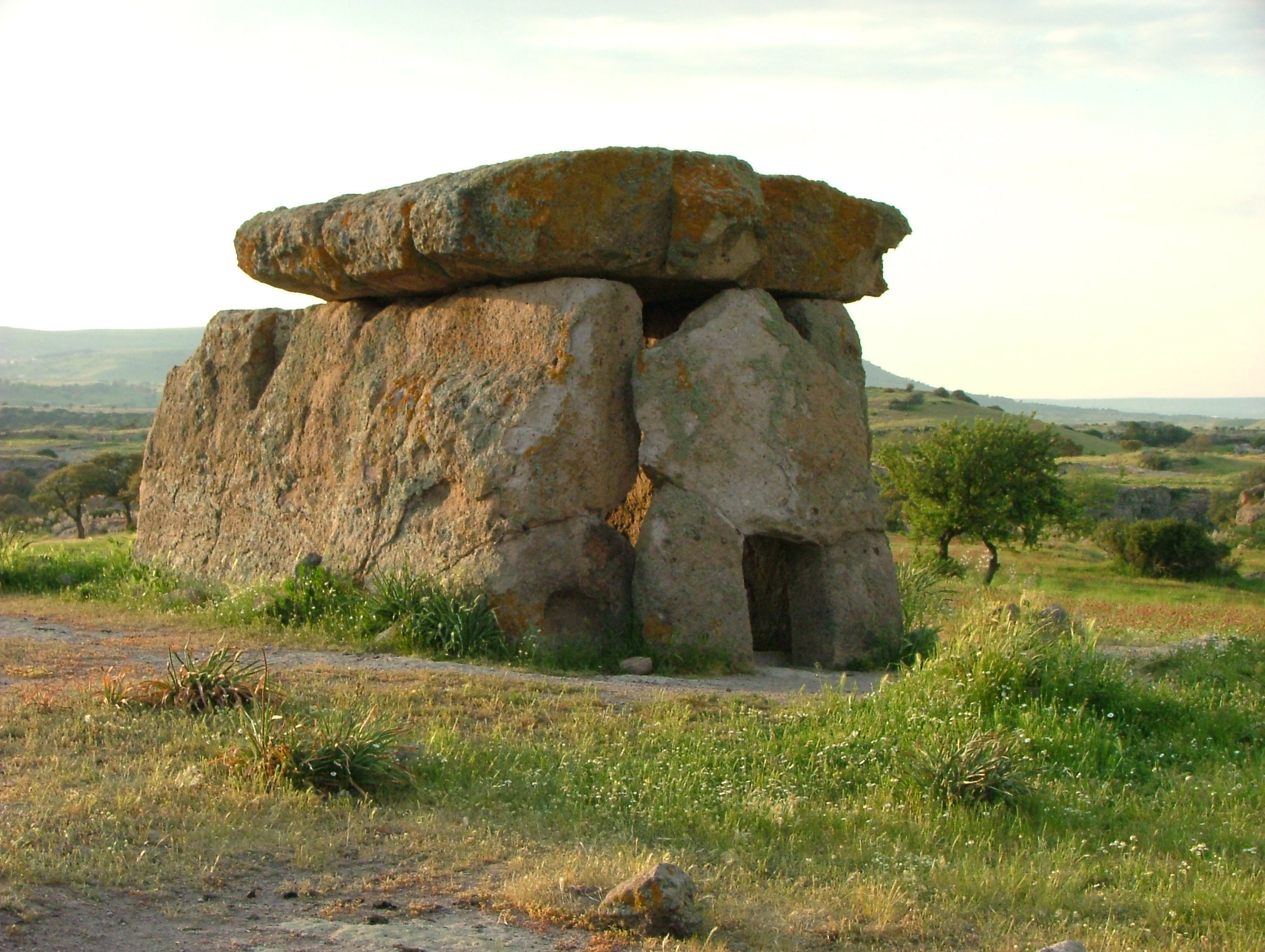
Dolmen di Sa Coveccada presso Mores (provincia di Sassari)

#### Megalitismo

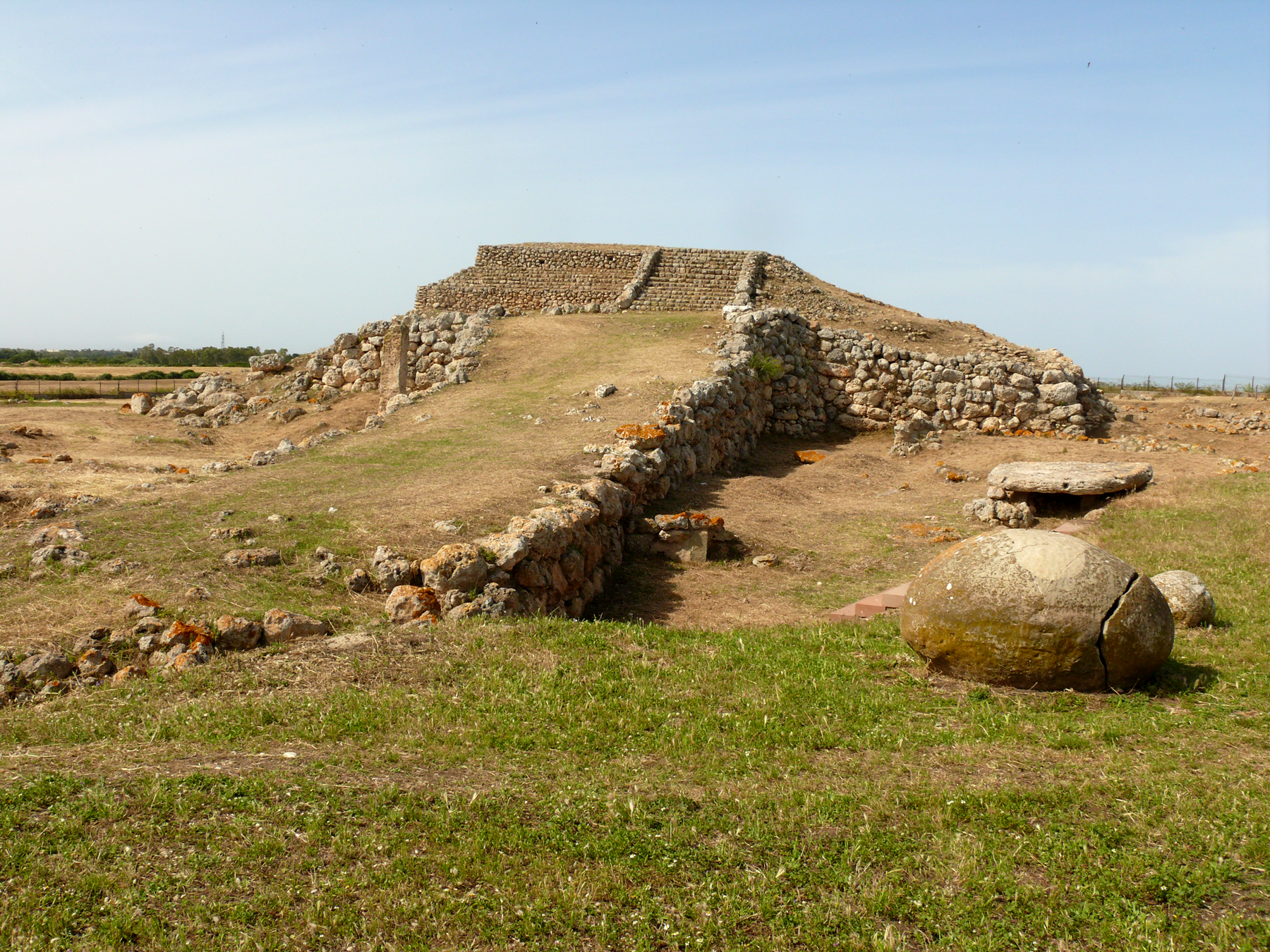
Monte d'Accoddi

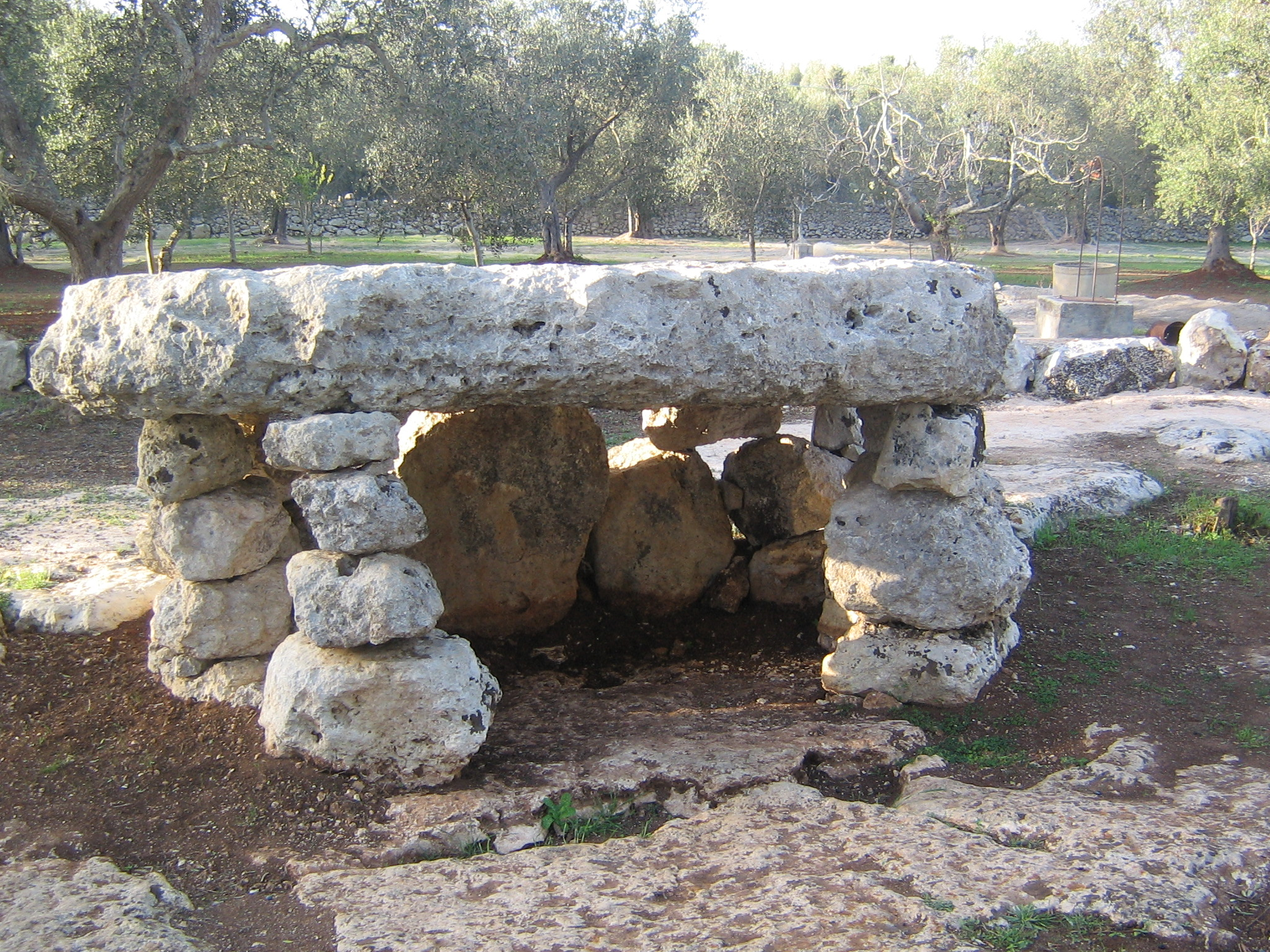
Dolmen Li Scusi a Minervino di Lecce nel Salento

Al volgere del neolitico si diffonde in alcune parti d'Italia, così come in gran parte dell'Europa occidentale e settentrionale, il fenomeno del megalitismo, caratterizzato dalla costruzione di monumenti tratti da enormi blocchi di pietra, che si protrarrà in alcuni casi sino all'età del bronzo e oltre (come nel caso dell'Architettura megalitica del Lazio meridionale).
Fra le zone più interessate sono da citare la Sardegna, regione italiana con il più alto numero di monumenti megalitici, ed ancora la Puglia la Sicilia, il Lazio, la Valle d'Aosta, il Piemonte e la Liguria.
Le costruzioni caratteristiche erano i dolmen, i menhir e i cromlech. Inoltre, in Sardegna, in provincia di Sassari, si trova il singolare altare megalitico di Monte d'Accoddi, databile al neolitico finale-prima età del rame.

#### Ipogeismo

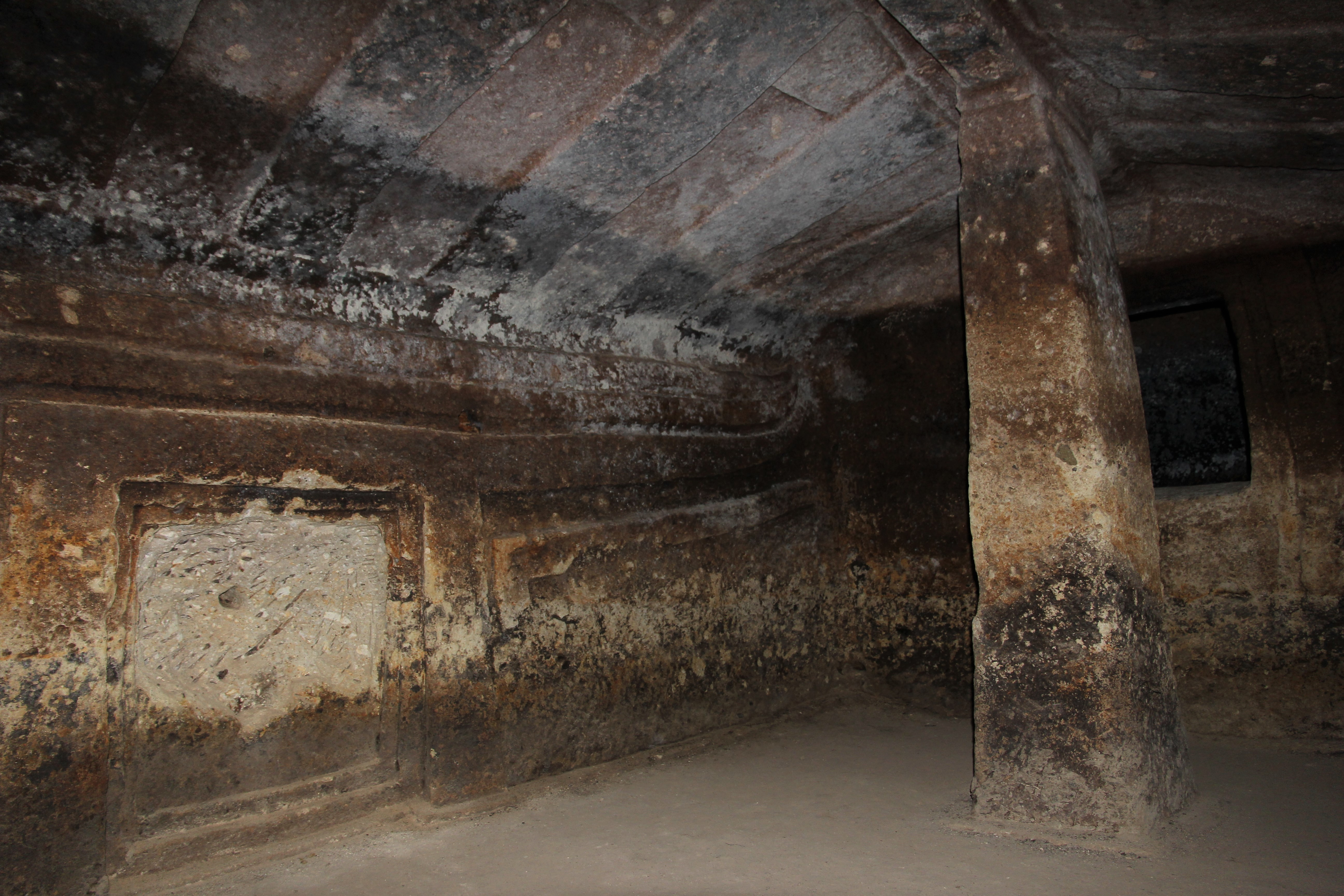
Domus de janas, Putifigari

Sempre collocabile in epoca tardo neolitica è l'ipogeismo, caratterizzato dalle costruzioni sotterranee, che insisterà fino all'età del bronzo.
In Sardegna sono presenti le cosiddette domus de janas (ossia case delle fate), strutture funerarie collettive scavate nella roccia databili, le più antiche, al periodo in cui nell'isola si sviluppò la Cultura di San Ciriaco (Neolitico recente 3400-3200 a.C.). Con la Cultura di Ozieri (Neolitico finale 3200-2800 a.C.) si diffusero in tutta la Sardegna (ad eccezione della Gallura dove si prediligeva l'uso di seppellire i defunti nei circoli megalitici come quelli di Li Muri, presso Arzachena).
Altre strutture funerarie ipogeiche appaiono nell'Italia meridionale, così come a Malta.

## L'Italia protostorica
La fase protostorica comprende l'età dei metalli ossia il periodo che va dal calcolitico (o età del rame), che inizia circa dal 3000 a.C., passando per l'età del bronzo, circa 2000 a.C., fino all'età del ferro, circa dal 1.200 a.C. Durante questo lasso di tempo nel territorio italiano si svilupparono numerose culture, anche di origine esogena o presentanti tratti di origine esogena, tra le quali la cultura di Remedello del Rinaldone e del Gaudo, la cultura del vaso campaniforme e la cultura protovillanoviana. Genti provenienti da varie regioni europee e da Oriente si stanziarono in territorio italiano senza però sopraffare le popolazioni locali. In alcuni casi, in particolare nelle fasi più tarde, queste culture daranno origine alle prime entità "nazionali".

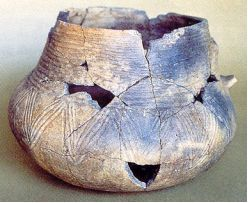
Ceramica della cultura del Gaudo

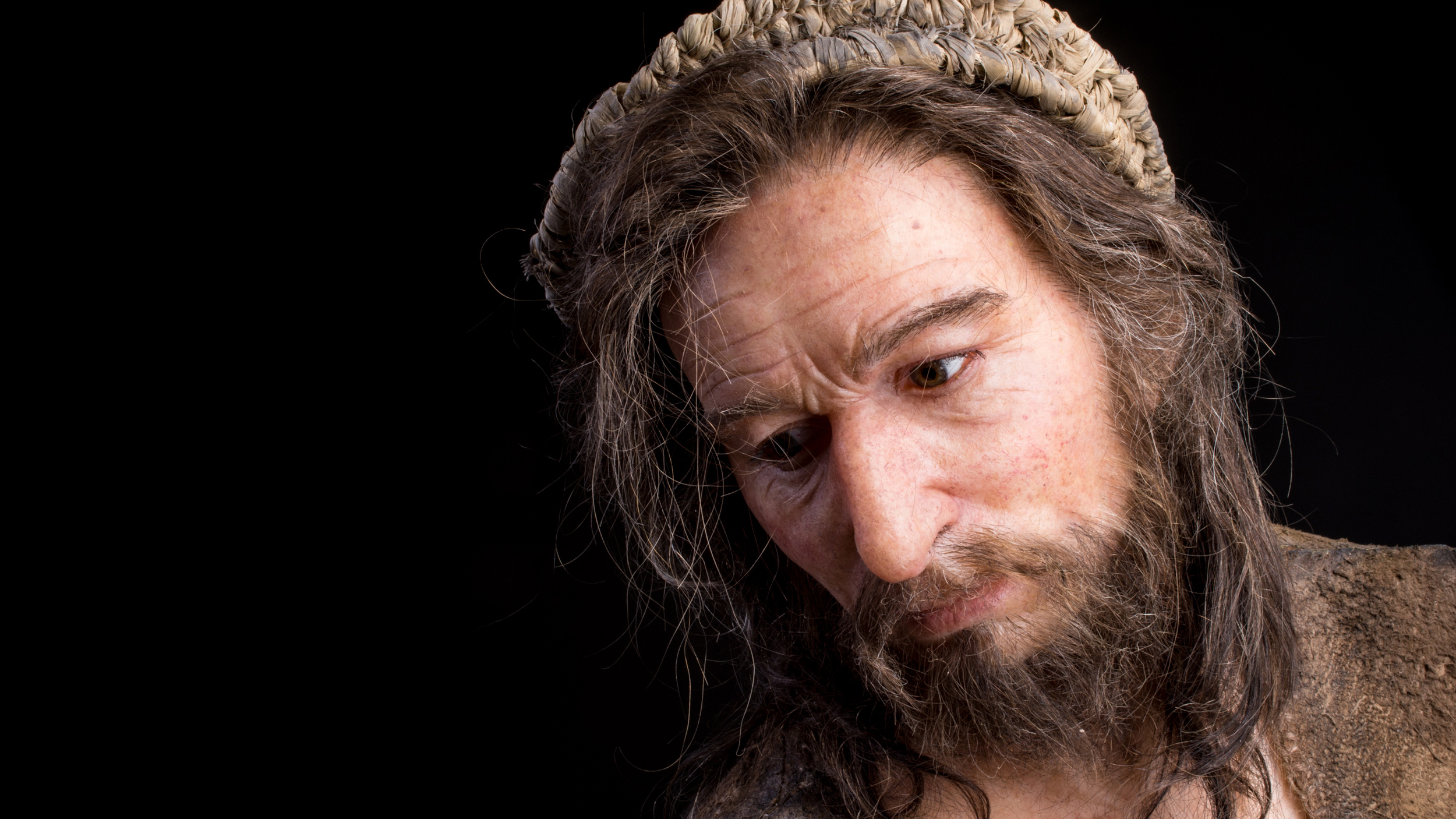
Ricostruzione di Homo sapiens dell'età dei metalli (MUSE - Museo delle Scienze di Trento).

### Calcolitico
Nel calcolitico in Italia ebbero origine diverse culture, fra le più importanti: la Cultura di Remedello (Pianura padana), del Rinaldone (Toscana e alto Lazio), del Gaudo (Campania), di Conelle-Ortucchio (Marche,Abruzzo e Lazio) e di Laterza-Cellino San Marco (Puglia, Basilicata). Si tratterebbe di piccoli gruppi di individui provenienti dall'area egeo-anatolica che si andarono ad innestare sulle locali popolazioni neolitiche. 

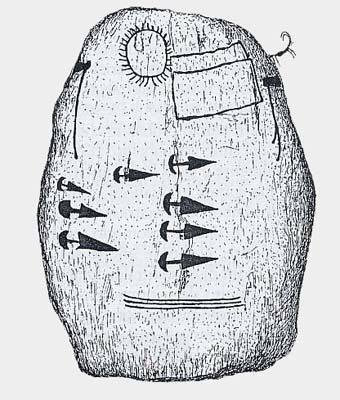
Statua stele di Bagnolo (provincia di Brescia)

A questa fase risalgono le prime statue stele rinvenute principalmente in Liguria, Piemonte, Valle d'Aosta, Val Camonica, Sardegna e Corsica. Il ritrovamento forse più famoso di questo periodo è quello della mummia del Similaun (soprannominata Ötzi o Oetzi), un reperto antropologico scoperto sulle Alpi Venoste (ghiacciaio di Similaun, 3.200 m s.l.m.) al confine fra Italia e la valle Ötztal del Tirolo austriaco (sul versante italiano, in provincia di Bolzano) nel 1991. La datazione al radiocarbonio gli attribuisce un'età di circa 5.000 anni. Questo lo pone nell'età del rame, momento di transizione tra il Neolitico e l'età del bronzo.
Sul finire del calcolitico, agli albori dell'età del bronzo, appare in alcune zone d'Italia (Pianura padana, Toscana e alto Lazio, Sardegna e Sicilia) la cultura del vaso campaniforme proveniente da diverse parti dell'Europa in particolare dall'area franco-iberica e dal centro Europa.

### Età del bronzo
Le testimonianze più significative dell'uomo nell'età del bronzo sono state trovate in Sardegna (civiltà nuragica), Liguria, in Lombardia (incisioni rupestri della Val Camonica), Trentino, Veneto e Lombardia (cultura di Polada), nella pianura padana (Terramare), in Friuli-Venezia Giulia (Castelliere) e nell'Italia centro-meridionale (facies di Palma Campania, cultura appenninica).
Nella tarda età del bronzo appaiono in Italia nuove forme culturali di ispirazione centroeuropea (cultura dei campi di urne) come le culture di Canegrate e Golasecca e la cultura protovillanoviana, diffusasi in larga parte della penisola.

#### L'età del bronzo in Sicilia

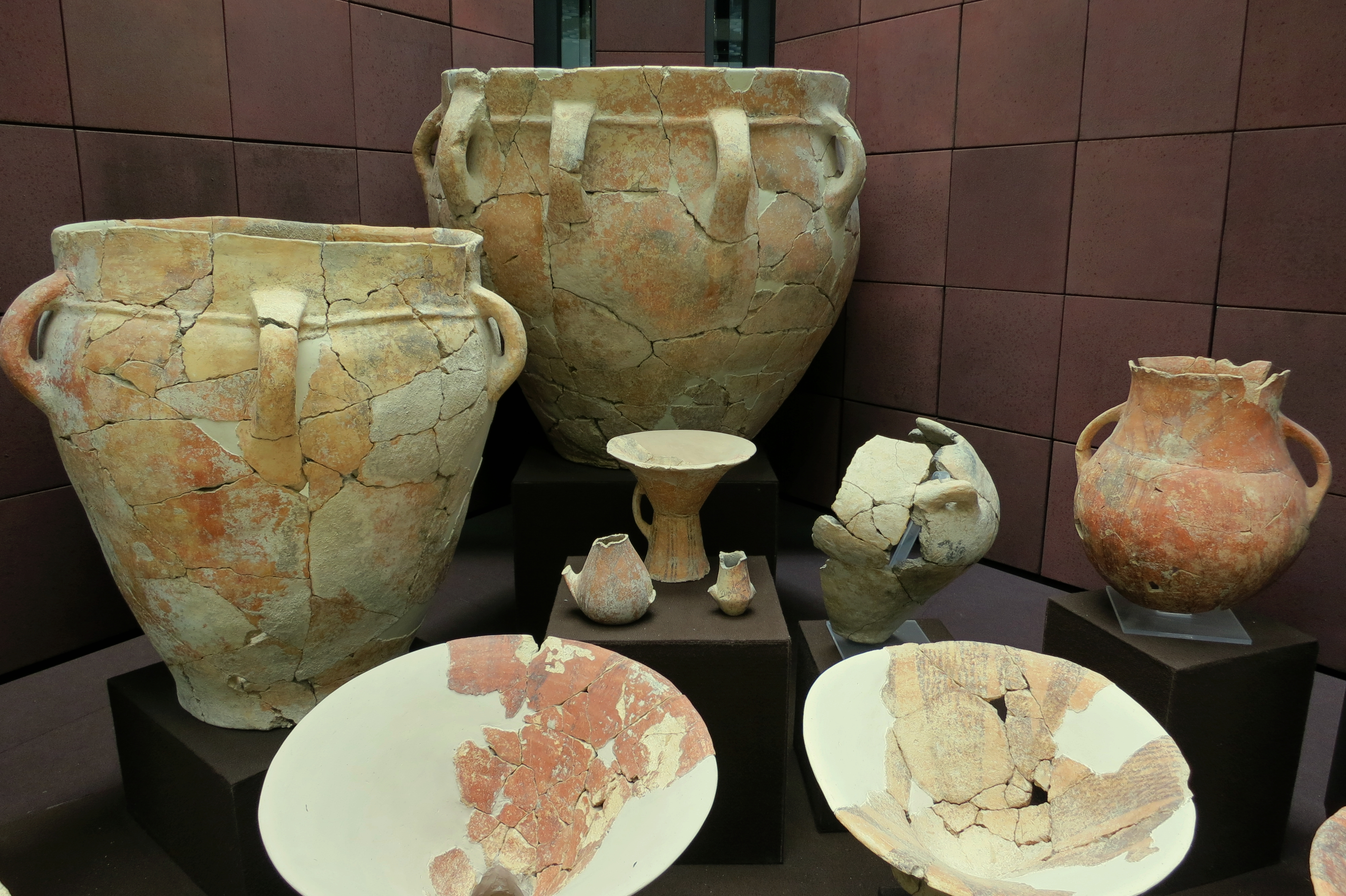
Ceramiche siciliane dell'età del bronzo

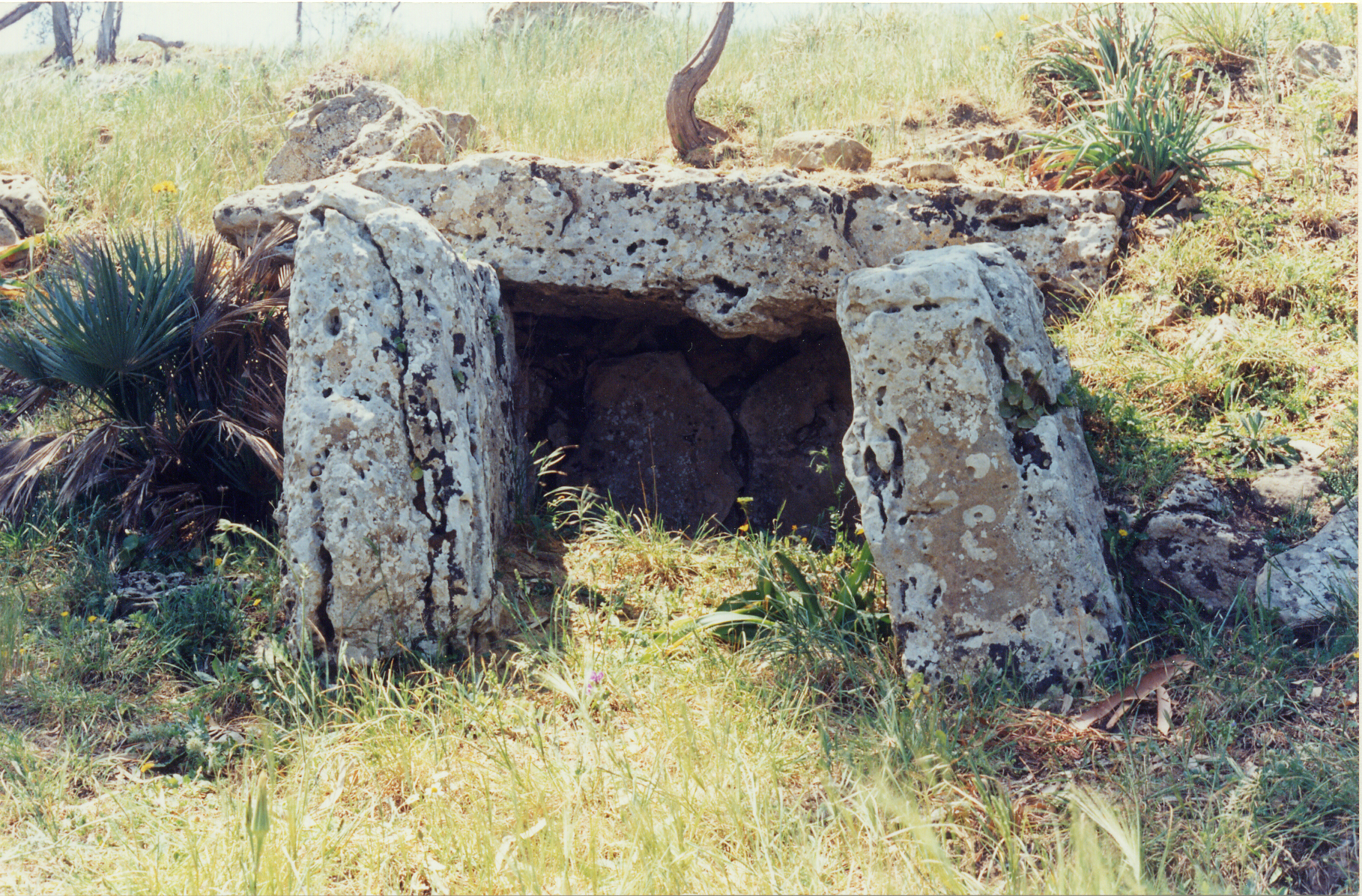
Dolmen situato a Monte Bubbonia (Sicilia meridionale)

Fra le più importanti espressioni culturali nate in Sicilia nel corso dell'età del bronzo sono da segnalare le culture di Castelluccio (antica età del bronzo) e di Thapsos (media età del bronzo) entrambe originatesi nella parte sud-orientale dell'isola. In queste culture, in particolare nella fase di Castelluccio, sono evidenti gli influssi provenienti dall'Egeo dove fioriva la civiltà elladica.
Di respiro occidentale (iberico-sardo) è la cultura del vaso campaniforme nota in diversi siti della costa occidentale dell'isola, occupata precedentemente dalla cultura della Conca d'Oro. A questo periodo si riferisce un'ulteriore "cultura", appena indiziata, riconoscibile per l'utilizzo a scopo funerario di piccoli manufatti in forma di dolmen presenti un po' ovunque nell'isola (se ne trovano nell'area del palermitano, dell'agrigentino, del nisseno, del ragusano, del siracusano e, come ultima segnalazione, nel catanese). Nella tarda età del bronzo, la Sicilia nord-orientale mostra i segni di una osmosi culturale con le popolazioni della penisola che portano alla comparsa dell'aspetto protovillanoviano (Milazzo), connesso, forse, all'arrivo dei Siculi.
Le vicine isole Eolie vedranno il fiorire nell'età del bronzo delle culture di Capo Graziano e del Milazzese e successivamente dell'Ausonio (divisa in due fasi I e II).

#### La civiltà nuragica

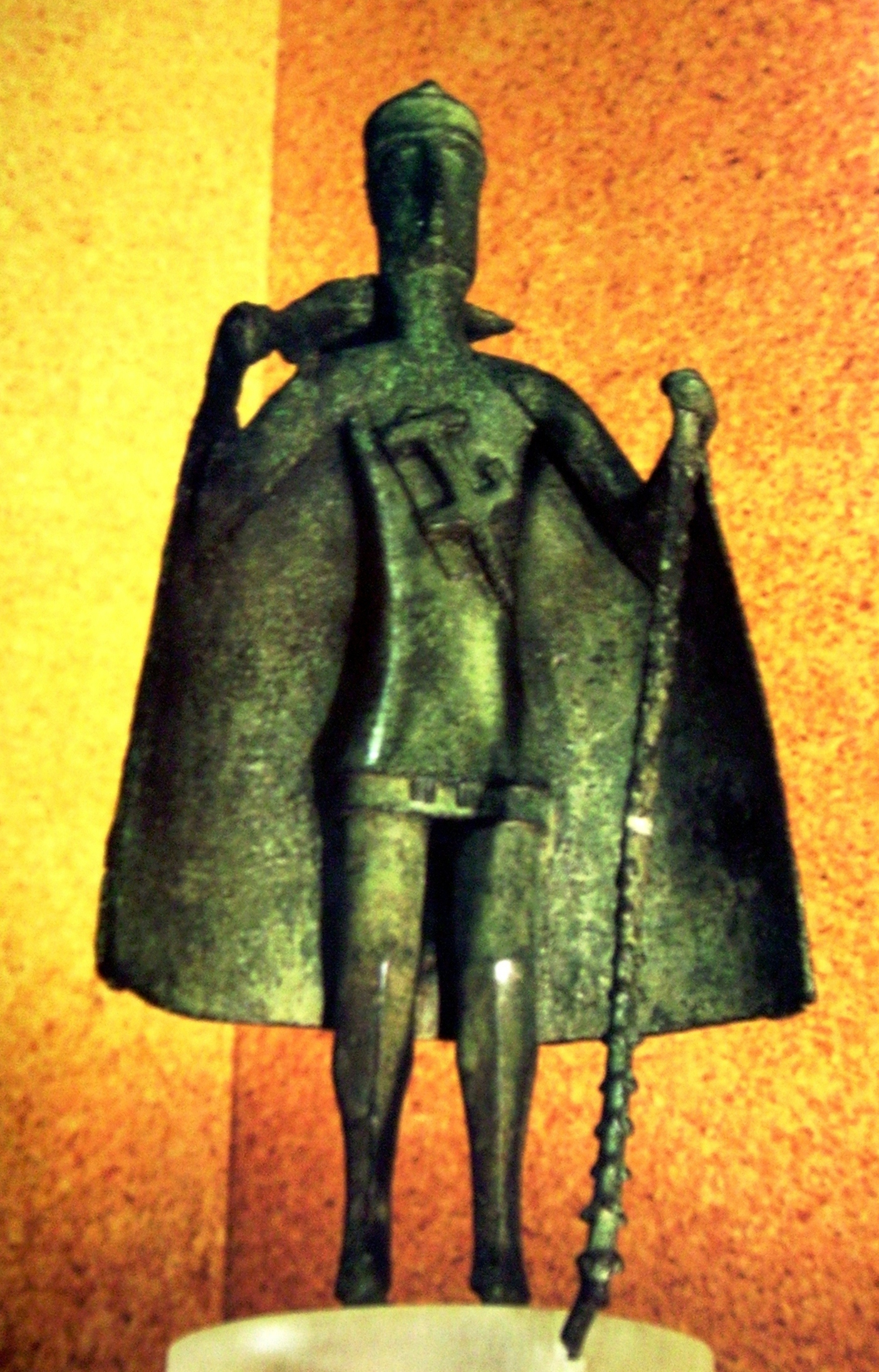
Bronzetto sardo (Capo tribù) Museo archeologico nazionale di Cagliari

Nata e sviluppatasi in Sardegna e diffusasi anche nella Corsica meridionale, la civiltà nuragica abbraccia un periodo di tempo che va dalla media età del bronzo (dal 1.700 a.C.) al II secolo d.C., ormai in piena epoca romana. Deve il suo nome alle caratteristiche torri nuragiche che costituiscono le sue vestigia più eloquenti.

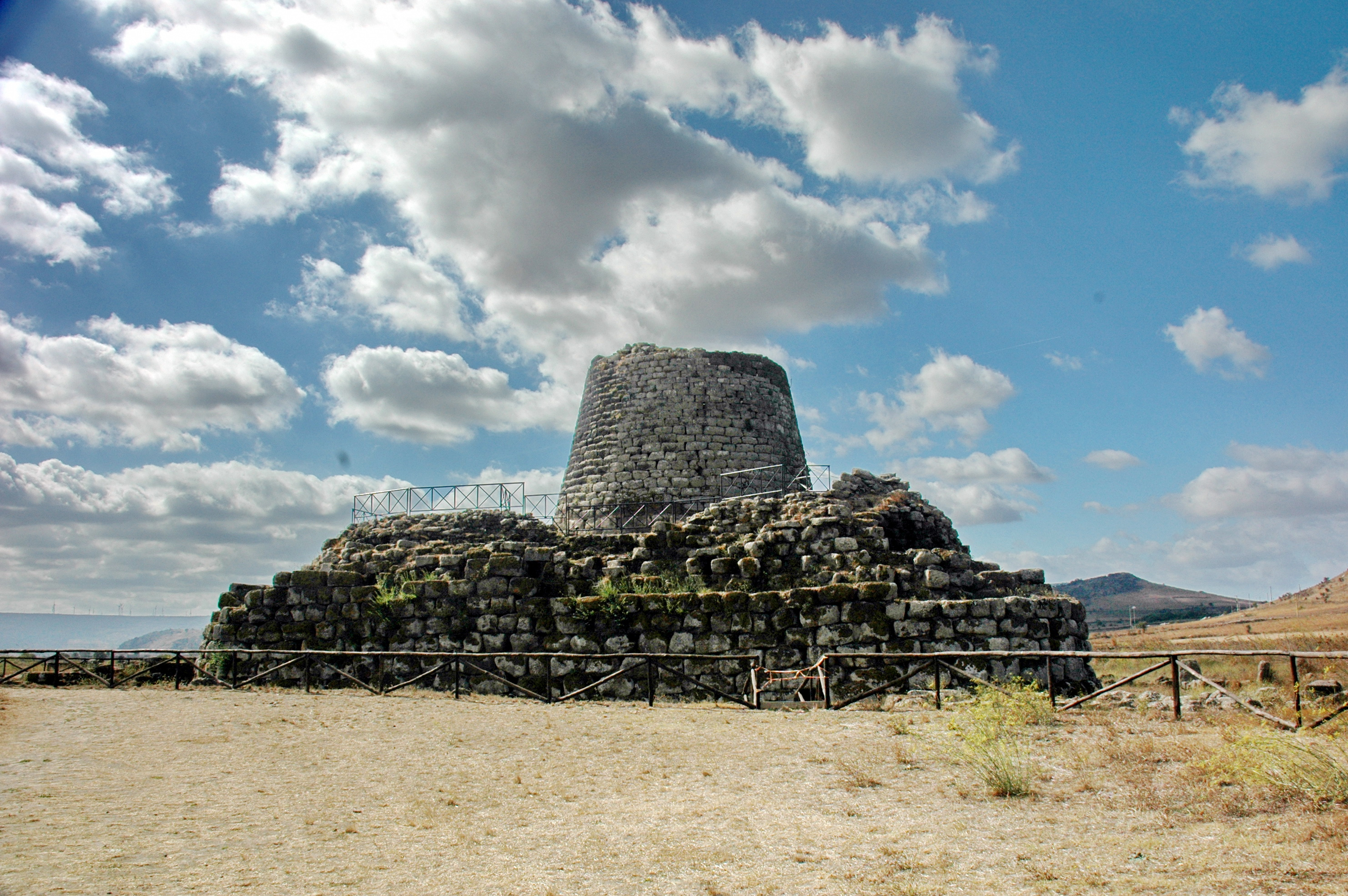
Nuraghe Santu Antine, Torralba

Le torri nuragiche sono unanimemente considerate come i monumenti megalitici più grandi e meglio conservati d'Europa. Sulla loro effettiva funzione si discute da diversi secoli ma l'ipotesi più probabile è che fossero destinate ad un uso abitativo e di controllo del territorio.

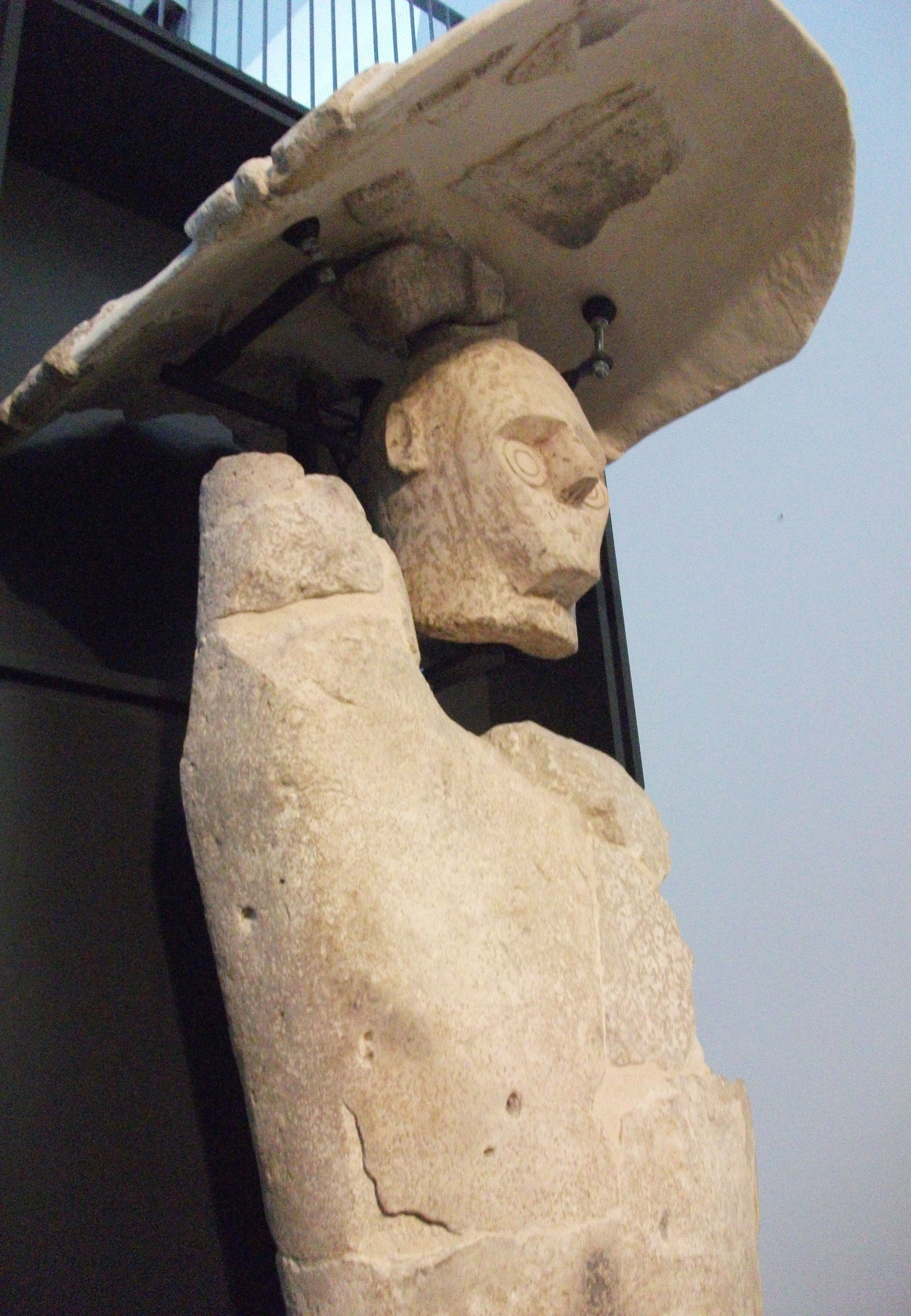
Statua di pugile da Monte Prama

Gli antichi Sardi commerciavano con altri popoli mediterranei, tra cui i Micenei. In numerosi complessi nuragici sono stati rinvenuti oggetti di particolare pregio come perle di ambra baltica, una grande quantità di lingotti di rame a pelle di bue provenienti da Cipro e ceramiche micenee. Tali elementi evidenziano un carattere di questa cultura non chiuso in sé stesso ma caratterizzato da forti scambi culturali e commerciali con gli altri popoli del tempo.
Recenti studi evidenziano una forte probabilità che tra i Popoli del Mare che attaccarono l'Egitto di Ramses III, gli "Shardana" fossero i Sardi. In tal senso conducono anche studi condotti in Israele dall'archeologo Adam Zertal dell'Università di Haifa: gli scavi di El-Ahwat hanno rivelato alcuni parallelismi culturali con la Sardegna nuragica. Il sito israeliano sembra, a detta dello studioso, essere stato costruito da persone che hanno avuto connessioni con, o comunque conosciuto, la cultura nuragica.
La civiltà dei Sardi ha prodotto non solo i caratteristici nuraghi, ma anche altre strutture architettoniche religiose o funerarie come ad esempio: gli enigmatici templi chiamati pozzi sacri che si presume fossero dedicati al culto delle acque, in relazione ai cicli lunari ed astronomici, i templi a Megaron e le tombe dei giganti, nonché alcune strutture di carattere comunitario dette capanne delle riunioni.
Dal punto di vista artistico, produssero particolari statuine in bronzo, rinvenute anche nella Penisola italiana in alcune importanti tombe villanoviane e etrusche. La loro posizione di grande rilevanza fa denotare forti legami culturali e forse dinastici tra la civiltà nuragica e quella etrusca. Inoltre, non va dimenticata la scoperta, negli anni settanta, di più di 30 statue in arenaria chiamate i Giganti di Mont'e Prama, recentemente restaurate e risalenti all'VIII secolo a.C. circa, anche se la datazione precisa è ancora incerta (secondo alcune proposte precederebbero la statuaria greca di alcuni secoli).
Quella nuragica è stata una delle più importanti culture protostoriche del Mediterraneo occidentale e in seguito ha convissuto con altre civiltà estranee giunte sull'isola, come quella fenicia, quella punica e quella romana, senza mai però essere assorbita completamente da queste, almeno nelle regioni più interne.

#### La cultura di Polada

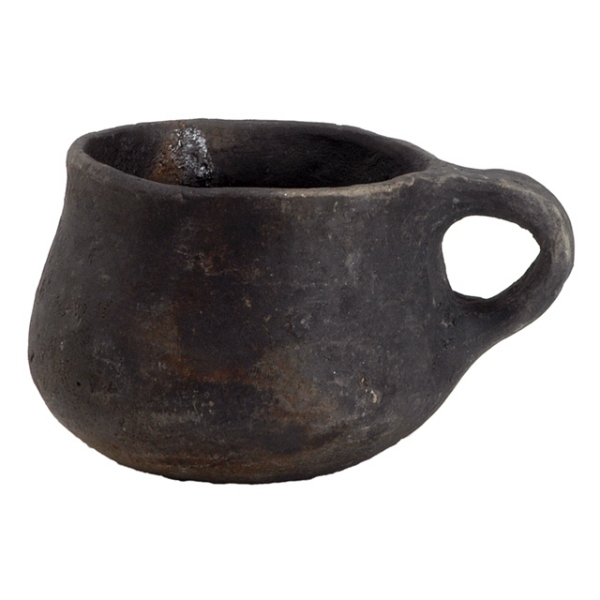
Ceramica della cultura di Polada

La cultura di Polada (località del comune di Lonato del Garda in provincia di Brescia) fu un orizzonte culturale esteso dalla Lombardia orientale e il Veneto fino all'Emilia e la Romagna, formatosi nella prima metà del II millennio a.C. forse per il sopraggiungere di nuove genti dalle regioni transalpine della Svizzera e della Germania meridionale.
Le abitazioni erano in genere su palafitta; l'economia era caratterizzata da attività agricole e pastorali, praticate erano inoltre la cacciagione e la pesca nonché la metallurgia del rame e del bronzo attraverso il quale si producevano asce, pugnali, spilloni, ecc. Le ceramiche erano grezze di colore nerastro.

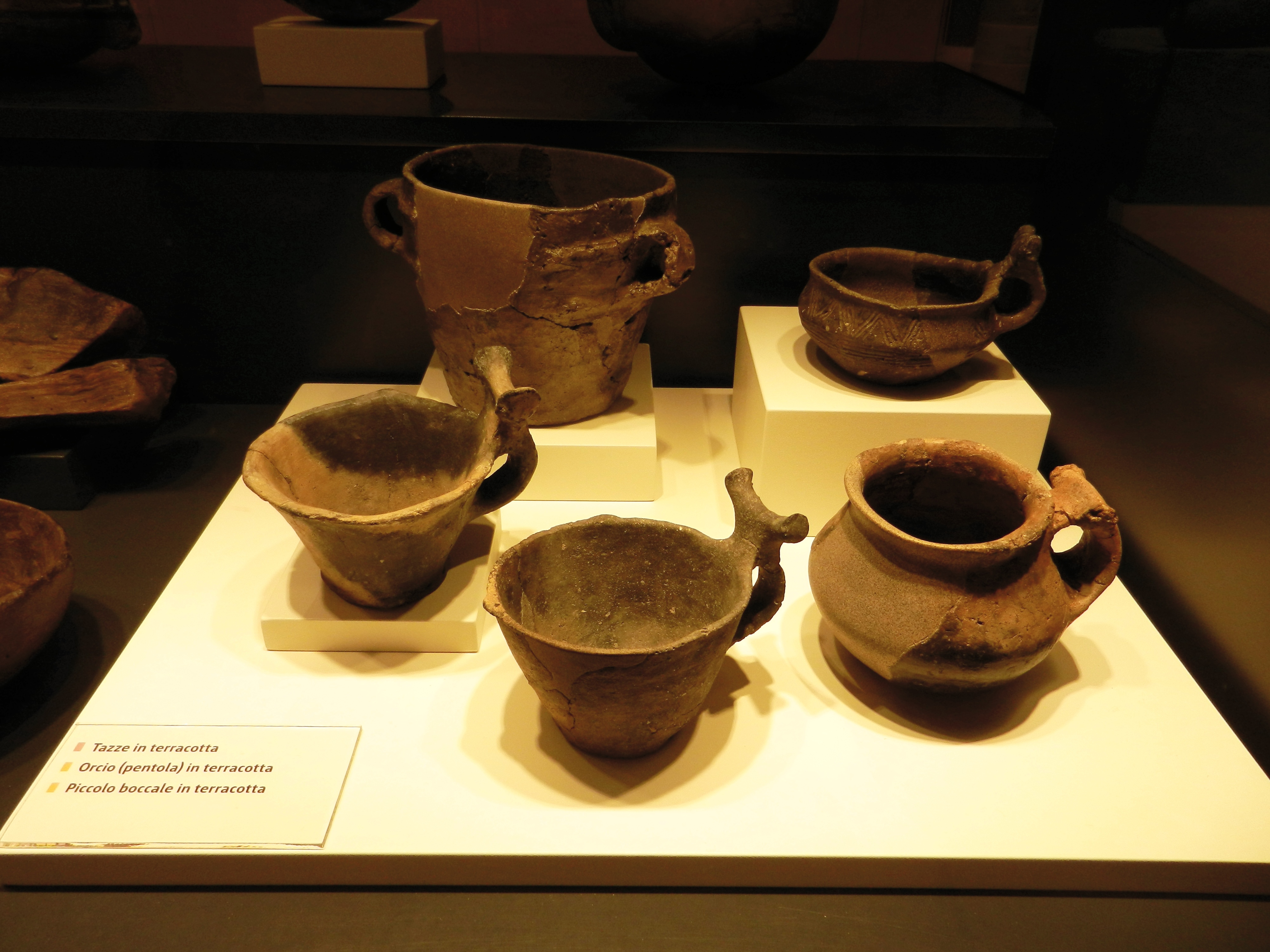
Reperti dal museo delle palafitte di Fiavé

Viene succeduta nella media età del bronzo dalla "facies delle palafitte e degli abitati arginati".

#### Le Terramare
Un'altra importante cultura del Nord Italia, prima dell'arrivo dei Celti, fu quella conosciuta come Terramare che rappresenta la colonizzazione, da parte delle popolazioni poladiane o di una nuova popolazione proveniente dall'area ungherese, dei territori a sud del Po. Si sviluppò nell'età del bronzo medio e recente, tra il XVII e il XIII secolo a.C.. La sua denominazione deriva dal termine "terramarna", marniere della pianura emiliana utilizzate nel XIX secolo come bacini di approvvigionamento di terreno fertile, formatesi proprio sul deposito archeologico degli insediamenti protostorici in ambiente semiumido.
Gli insediamenti scoperti su molta parte della Pianura padana tra Lombardia, Veneto occidentale e Emilia (specialmente lungo il corso del Panaro, tra Modena e Bologna), sono costituiti da villaggi di legno strutturale su palafitte costruite secondo uno schema ben definito. 

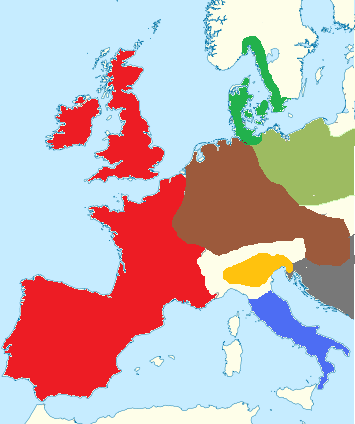
L'Europa nella media età del bronzo:
blu - Cultura appenninica
ocra - Culture padane (Terramare, Castellieri ecc.)
rosso - Culture occidentali
verde - Cultura nordica
verde chiaro - Culture nella tradizione di Aunjetitz
marrone - Cultura dei tumuli
grigio - Culture dell'Europa sud-orientale

Erano di forma quadrangolare, costruiti sulla terraferma su spazi circondati da argine/terrapieno e fossato, generalmente in vicinanza di un corso d'acqua, con strade intersecantesi ad angolo retto, secondo un progetto non casuale che denota il carattere di un insediamento fortificato. Le terramare dell'Emilia sono l'espressione dell'attività commerciale nell'età del bronzo. Sono insediamenti lungo una via che attraversava le Alpi nella Val Camonica e giungeva alle sponde del Po; qui venivano costruite le terramare che fungevano da depositi e punti di partenza delle merci costituite da ambra dal Mar Baltico, e stagno dai monti Metalliferi, con direzione lungo il Po fino alla foce e all'Adriatico, verso il mar Mediterraneo orientale, il mar Egeo, Creta, l'Asia Minore, la Siria, l'Egitto.

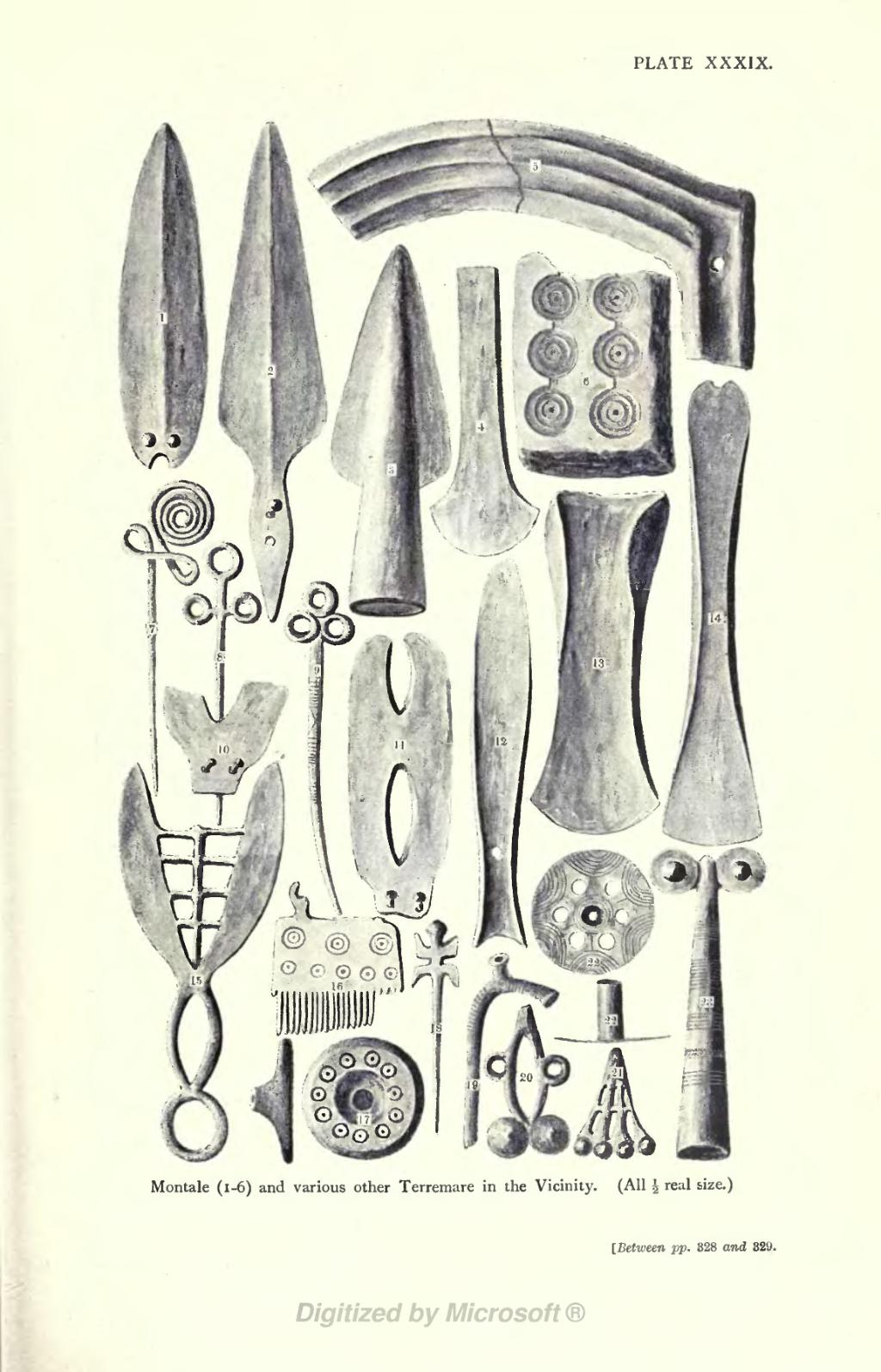
Oggetti di cultura materiale delle Terramare

La cultura materiale, soprattutto per quanto riguarda la ceramica e gli oggetti in bronzo, richiama le culture danubiano-balcaniche e transalpine tra cui la cultura di Unetice. I morti venivano principalmente cremati.

#### La civiltà appenninica
La civiltà appenninica era una cultura della media Età del bronzo (1600-1200 a.C. circa), divisa in tre fasi cronologiche principali: Proto-Appenninica, Appenninica e Sub-Appenninica, che si estendeva principalmente in tutto l'arco appenninico abbracciando quindi gran parte dell'Italia centrale e meridionale con avamposti nelle Eolie e nelle aree costiere della Sicilia nord-orientale. La sua economia era caratterizzata principalmente dalla pastorizia legata a pratiche di transumanza.

#### I Castellieri
La cultura dei castellieri si sviluppò in Istria nell'età del bronzo medio per espandersi successivamente in Friuli (cjastelîr in friulano), Venezia Giulia, Dalmazia e zone limitrofe. Durò oltre un millennio (dal XV secolo a.C. al III secolo a.C. circa) ed ebbe termine solo con la conquista romana. Prende il nome dai borghi fortificati che sorsero un po' ovunque nella sua zona di diffusione e definiti per l'appunto Castellieri.
A dare vita alla cultura dei castellieri fu un gruppo etnico di incerta origine ma probabilmente pre-indoeuropeo e sicuramente proveniente dal mare. I primi castellieri furono infatti costruiti lungo le coste istriane e presentano un curioso fenomeno di megalitismo riscontrabile in quello stesso periodo nel mondo miceneo. Purtuttavia, essendo questo stesso fenomeno diffuso in molte zone del Mediterraneo, non è stato possibile determinare con certezza la provenienza egea di tale popolazione; le ipotesi avanzate su una sua origine illirica non sono parimenti avvalorate dai reperti in nostro possesso. Va anche segnalato che un'etnia propriamente illirica iniziò a formarsi in Europa solo attorno al X secolo a.C.
I Castellieri erano dei borghi fortificati, generalmente situati su montagne e colline o, più raramente, in pianura (Friuli sud-orientale), e costituiti da una o più cinte murarie concentriche, dalla forma rotonda, ellittica (Istria e Venezia Giulia), o quadrangolare (Friuli), all'interno delle quali si sviluppava l'abitato. In Istria, Friuli e Venezia Giulia sono rimaste alcune centinaia di castellieri fra cui quello di Leme, in Istria centro-occidentale, degli Elleri, nei pressi di Muggia, di Monte Giove, in prossimità di Prosecco (Trieste) e di S. Polo, (o della Gradiscata) non lontano da Monfalcone. Ma forse il castelliere più importante e popoloso era quello di Nesactium (Nesazio), nell'Istria meridionale, a pochi chilometri da Pola.

#### La cultura Protovillanoviana
La cosiddetta "cultura Protovillanoviana", databile alla fase finale dell'età del bronzo (1150-1000 a.C. circa), rappresenta verosimilmente la prima irruzione di popolazioni italiche nella penisola italiana. Non è ancora chiaro se la comparsa di questa cultura sia da attribuire a nuovi gruppi giunti da oltralpe (valle danubiana) o sia piuttosto da derivare dalle Terramare padane che scompaiono improvvisamente intorno al 1200 a.C..
La principale caratteristica del "protovillanoviano" erano le sepolture ad incinerazione, nelle quali le ceneri del defunto erano ospitate in urne cinerarie: la pratica funeraria ha somiglianze con gli aspetti della "età dei campi di urne" della pianura danubiana. Anche per quanto riguarda l'aspetto della cultura materiale, soprattutto nella metallurgia, sono forti i richiami alle culture mitteleuropee sue contemporanee.
La società era inizialmente poco differenziata, dedita all'agricoltura e all'allevamento, ma progressivamente le attività artigianali specializzate (specialmente la metallurgia e la ceramica) generavano accumulo di ricchezza e gli inizi di una stratificazione sociale in particolare nell'area tirrenica tosco-laziale.
A partire dal 900 a.C. circa questa cultura, che si mantenne generalmente omogenea in tutto il territorio, subisce un processo di regionalizzazione che favorisce la nascita di tante facies locali tra le quali la civiltà atestina, laziale e quella villanoviana.

#### La cultura di Canegrate

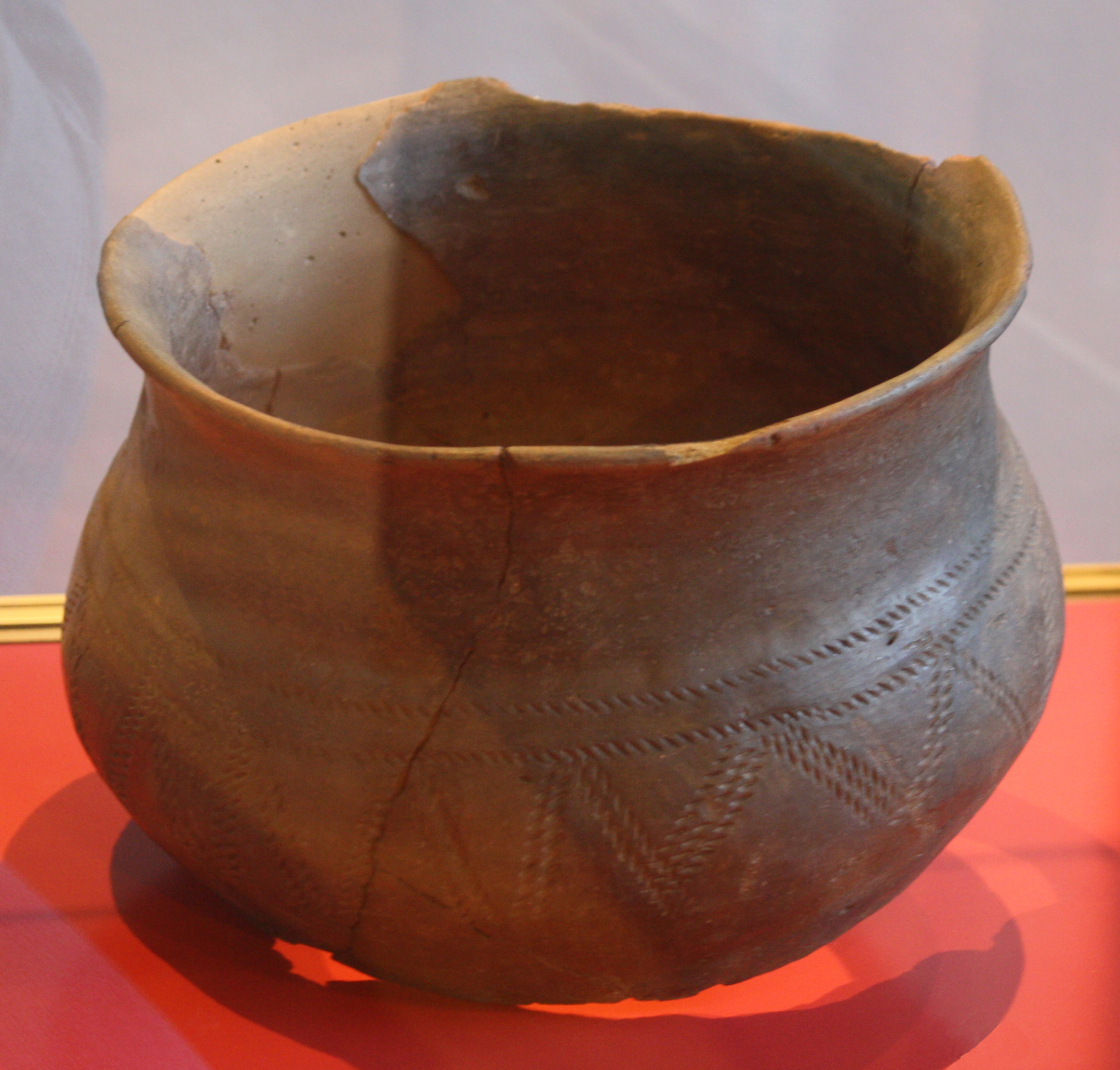
Ciotola in argilla, Museo Sutermeister

La cultura di Canegrate si sviluppa a partire dall'età del bronzo media (XIII secolo a.C.) fino ad arrivare all'età del ferro, nella pianura padana in Lombardia occidentale, in Piemonte orientale e in Canton Ticino e prende il nome dalla località di Canegrate dove nel XX secolo furono fatti dei ritrovamenti (circa cinquanta tombe con ceramiche e oggetti metallici). È tra i siti più ricchi dell'Italia settentrionale.
Fu portato alla luce nel 1926, presso il rione Santa Colomba, e scavato sistematicamente tra il marzo 1953 e l'autunno 1956.
La terracotta della cultura di Canegrate è molto rassomigliante a quella utilizzata nello stesso periodo a Nord delle Alpi (Provenza, Savoia, Isère, Vallese, Gruppo Reno - Svizzera - Francia orientale). Probabilmente era una popolazione di guerrieri proveniente dall'Europa centrale, scesa in Pianura Padana attraverso i valichi alpini svizzeri ed il Canton Ticino e si pensa ad una continuità linguistica del canegratese anche durante l'età del ferro.

#### La cultura di Luco-Meluno
Originatasi nel periodo di transizione fra l'età del bronzo e quella del ferro la cultura di Luco-Meluno occupava il Trentino e parte dell'Alto Adige. Venne succeduta, ormai nella piena età del ferro, dalla cultura di Fritzens-Sanzeno associata ai Reti.

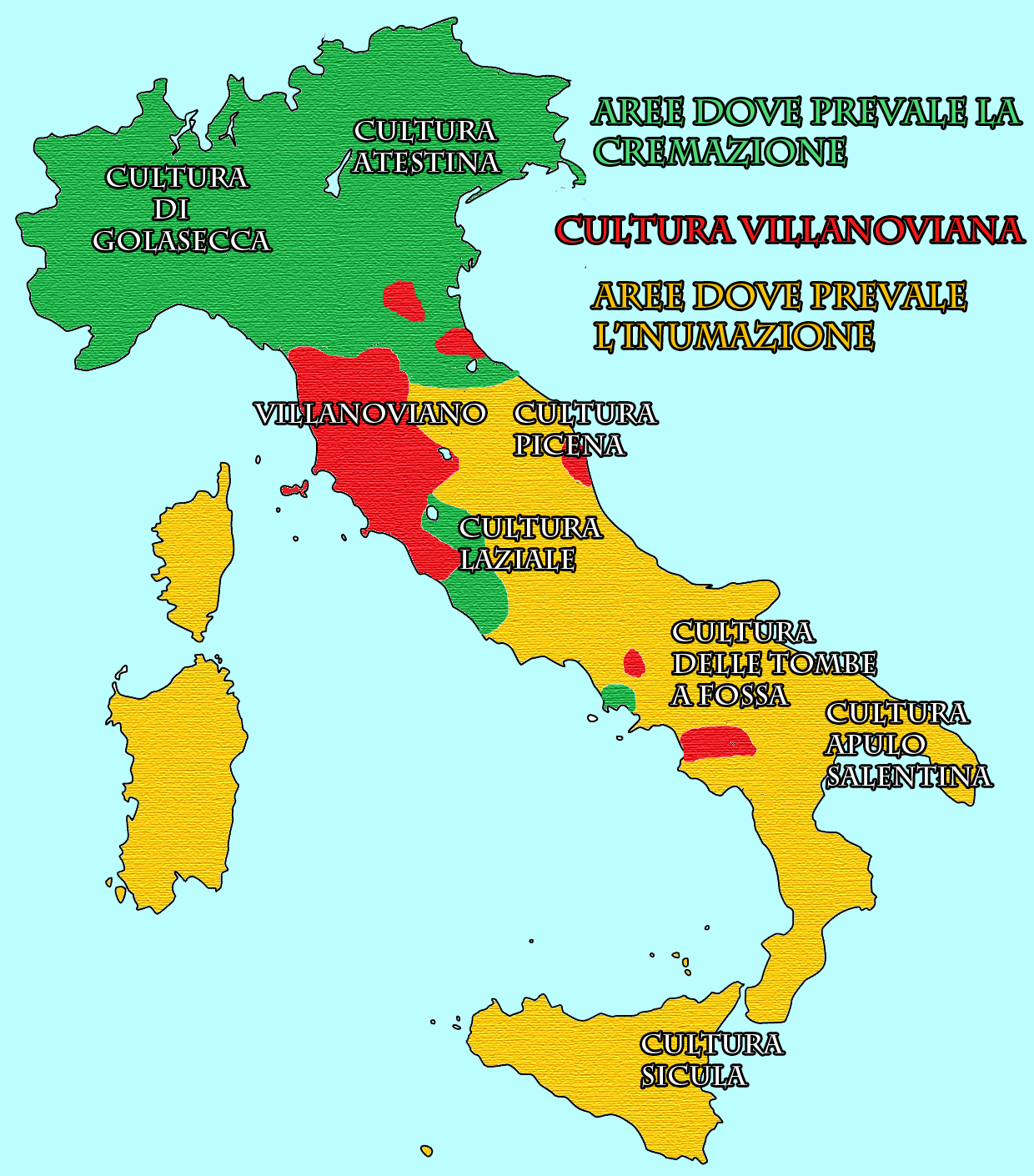
Le culture protostoriche dell'età del ferro.
Verde: aree dove si praticava l'incinerazione/cremazione.
Rosso: area villanoviana dove si praticava l'incinerazione/cremazione.
Giallo: area dove si praticava l'inumazione.

### Età del ferro
Dopo una certa omogeneità raggiunta nella tarda età del bronzo con la comparsa del protovillanoviano, l'età del ferro in Italia è contraddistinta da numerosi aspetti culturali che saranno alla base delle realtà etniche note in età storica: Latini, Veneti, Leponzi, Piceni, Etruschi ecc..

#### La cultura di Golasecca
La cultura di Golasecca si sviluppò a partire dall'età del bronzo finale, nella pianura padana e prende il nome dalla località di Golasecca, presso il Ticino dove, agli inizi del XIX secolo, l'abate Giovanni Battista Giani effettuò, nell'area del Monsorino, i primi ritrovamenti (circa cinquanta tombe con ceramiche e oggetti metallici).

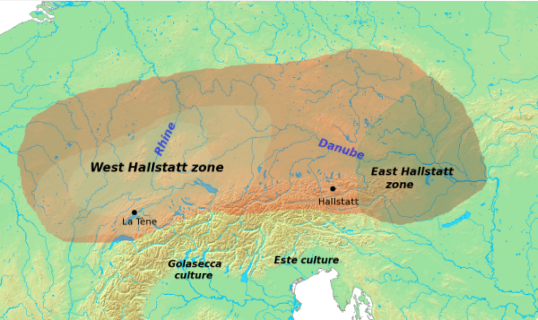
Collocazione della Cultura di Golasecca (IX-IV secolo a.C.) a sud della Cultura di Hallstatt (XIII-VI secolo a.C.).

Le sue testimonianze materiali si trovano sparse in un ampio territorio di 20.000 km² a sud delle Alpi, compreso tra i fiumi Po, Serio e Sesia delimitato a nord dai valichi alpini.
Nel territorio della Cultura di Golasecca sono state effettuate scoperte che hanno modificato sensibilmente la conoscenza della protostoria europea. Vi sono state ritrovate, ad esempio, le più antiche iscrizioni in lingua celtica.
Dal punto di vista archeologico sono attribuiti alla Cultura di Golasecca i ritrovamenti databili dal IX al IV secolo a.C. Tuttavia le origini di questa cultura si riallacciano direttamente alle precedenti fasi dell'età del bronzo recente (Cultura di Canegrate, XIII secolo a.C.) e finale (Cultura del Protogolasecca, dal XII al X secolo a.C.). Parimenti gli studi effettuati negli ultimi anni (in particolar modo gli studi cronologici condotti da R.C. de Marinis) hanno dimostrato una notevole continuità culturale anche dopo la grande invasione dei Galli Transalpini del 390/80 a.C.
A Golasecca la cultura fiorì particolarmente per le favorevoli circostanze geografiche. Qui infatti il Ticino sbocca dal Lago Maggiore, e questo agevolò lo sviluppo del commercio di sale, in cui gli abitanti di Golasecca facevano da tramite tra Etruschi e la Cultura di Hallstatt (Austria). Le mediazioni commerciali si allargarono poi fino ad includere il mondo greco (olio e vino, oggetti di bronzo, ceramica attica, incenso e corallo) e il mondo transalpino (stagno e ambra proveniente dal Baltico).
All'interno del territorio "golasecchiano", oggi compreso in due regioni italiane (Lombardia e Piemonte) e la Svizzera si osservano alcune zone che presentano una maggiore concentrazione di ritrovamenti. Esse coincidono, in maniera significativa, con i territori occupati da quei gruppi tribali i cui nomi sono riportati dagli storici e geografi latini e greci:
- Insubri: nell'area a sud del lago Maggiore, nel Varesotto e parte del Novarese con Golasecca, Sesto Calende, Castelletto sopra Ticino; dal V secolo a.C. quest'area rimane improvvisamente spopolata, mentre sorge il primo insediamento di Mediolanum (Milano).
- Leponzi: nel Canton Ticino, con Bellinzona e il Sopraceneri; nell'Ossola.
- Orobi: nell'area di Como e Bergamo.
- Levi e Marici: nella Lomellina (Pavia/Ticinum).

La cultura di Golasecca è nota principalmente per le usanze funebri, benché negli ultimi anni siano aumentati gli scavi nelle aree di abitato.
Le aree funerarie erano distinte da quelle insediative e spesso erano collocate lungo le vie di comunicazione, talora in prossimità di torbiere e aree paludose non destinate ad usi agricoli.
Le sepolture più importanti erano probabilmente collocate in posizioni più elevate e potevano essere circondate da circoli o allineamenti di pietra, definiti, in maniera impropria, "Cromlech", per le somiglianze con le omonime strutture megalitiche. Talora più sepolture si succedevano all'interno della stessa struttura, probabilmente in ragione di vincoli familiari.
Una tomba, a Pombia, ha restituito i resti della più antica birra con luppolo del mondo.

#### La Val Camonica

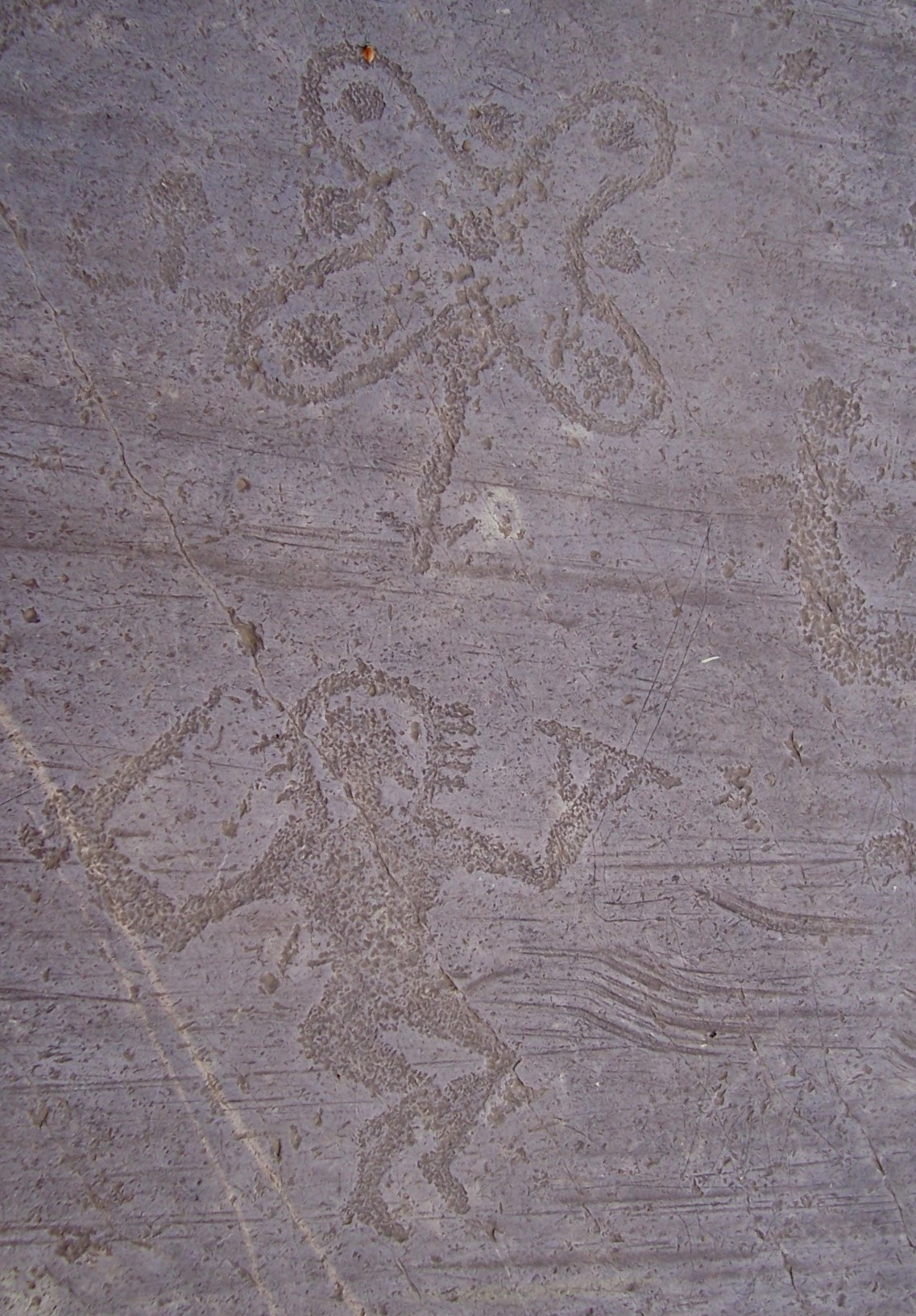
Incisione rupestre della Val Camonica

I Camuni erano un antico popolo di origine incerta (secondo Plinio il Vecchio erano euganei, secondo Strabone Reti) attestato in Val Camonica nell'età del ferro, anche se gruppi umani dediti principalmente alla caccia, alla pastorizia e all'agricoltura erano presenti nell'area già nel Neolitico.
La civiltà camonica preistorica ebbe la sua massima fioritura nel corso dell'età del ferro, grazie alle numerose miniere presenti in Val Camonica. Il grandissimo interesse storico di questa civiltà è dovuto anche alle numerosissime incisioni rupestri rinvenute, oltre duecentomila, che fanno della Val Camonica uno dei più importanti siti di arte rupestre del mondo. Esse coprono un periodo che va dall'Epipaleolitico al Medioevo. Uno tra i petroglifi più famosi è la cosiddetta rosa camuna, che è stato adottato come simbolo ufficiale della regione Lombardia.

#### La civiltà atestina

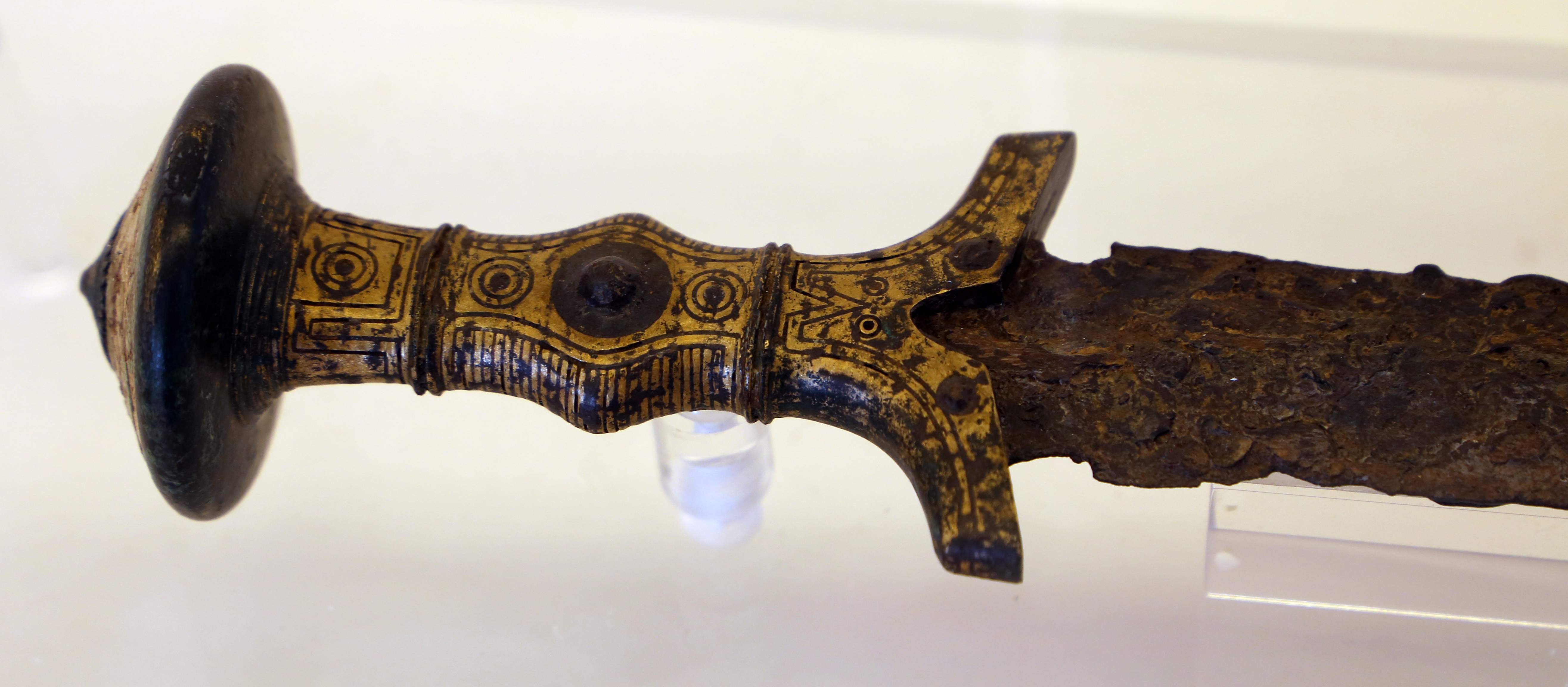
Spada con pomello in avorio dell'VIII secolo a.C. da Rivoli Veronese, esposta al Museo Pigorini di Roma

La civiltà atestina si sviluppò in Veneto nella prima metà del I millennio a.C. ed ebbe come maggiore centro la città di Este. Nelle necropoli, recintate in genere da muretti a secco, i defunti venivano incinerati, ovvero cremati, e le ceneri erano raccolte in urne di forma biconica (nelle fasi più antiche) vicino alle quali in alcuni casi erano inumati nella nuda terra e senza corredo i resti dei servi; nelle aree funerarie sono stati ritrovati anche sepolture di equini, talvolta assieme a resti umani (forse i padroni) talvolta in sepolture singole come ad Este. Per quanto riguarda la cultura materiale sono da segnalare le situle in bronzo.. Da questa cultura traggono origine i Veneti.

#### La civiltà villanoviana

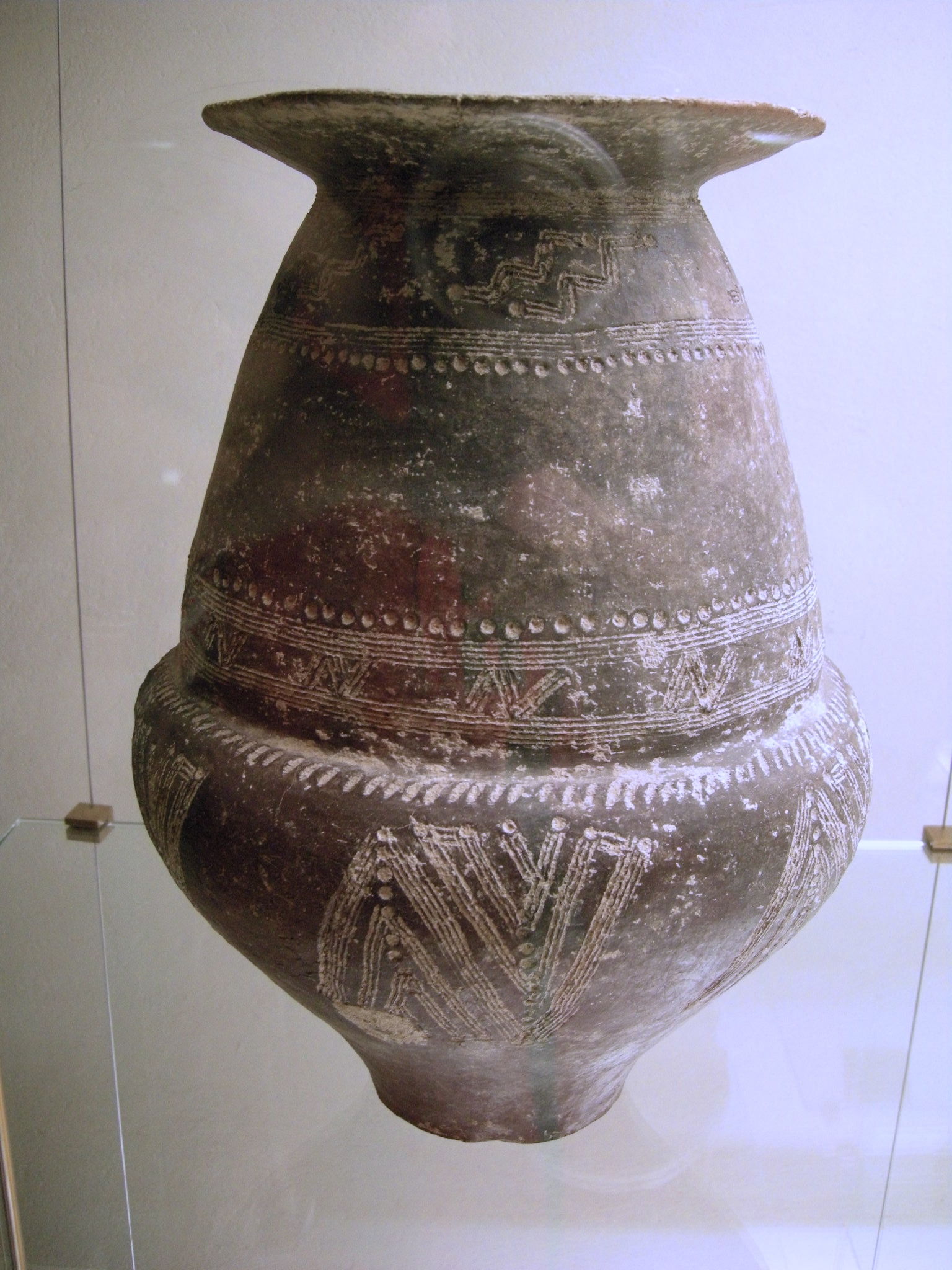
Urna cineraria villanoviana da Tarquinia

Il nome deriva dalla località di Villanova (frazione di Castenaso) nei pressi di Bologna, dove fra il 1853 ed il 1856 Giovanni Gozzadini (1810–1887) ritrovò i resti di una necropoli con urne cinerarie.
Succedette durante l'età del ferro alla cultura protovillanoviana nel territorio della Toscana e dell'alto Lazio, dell'Emilia (in particolare il bolognese), della Romagna (in particolare Verucchio), a Fermo nelle Marche e alcune aree della Campania.
Della precedente cultura conserva vari aspetti tra cui la tradizione della cremazione del defunto. È considerata la fase più antica della civiltà etrusca, i centri villanoviani saranno conosciuti in seguito come città etrusche.

#### La cultura laziale

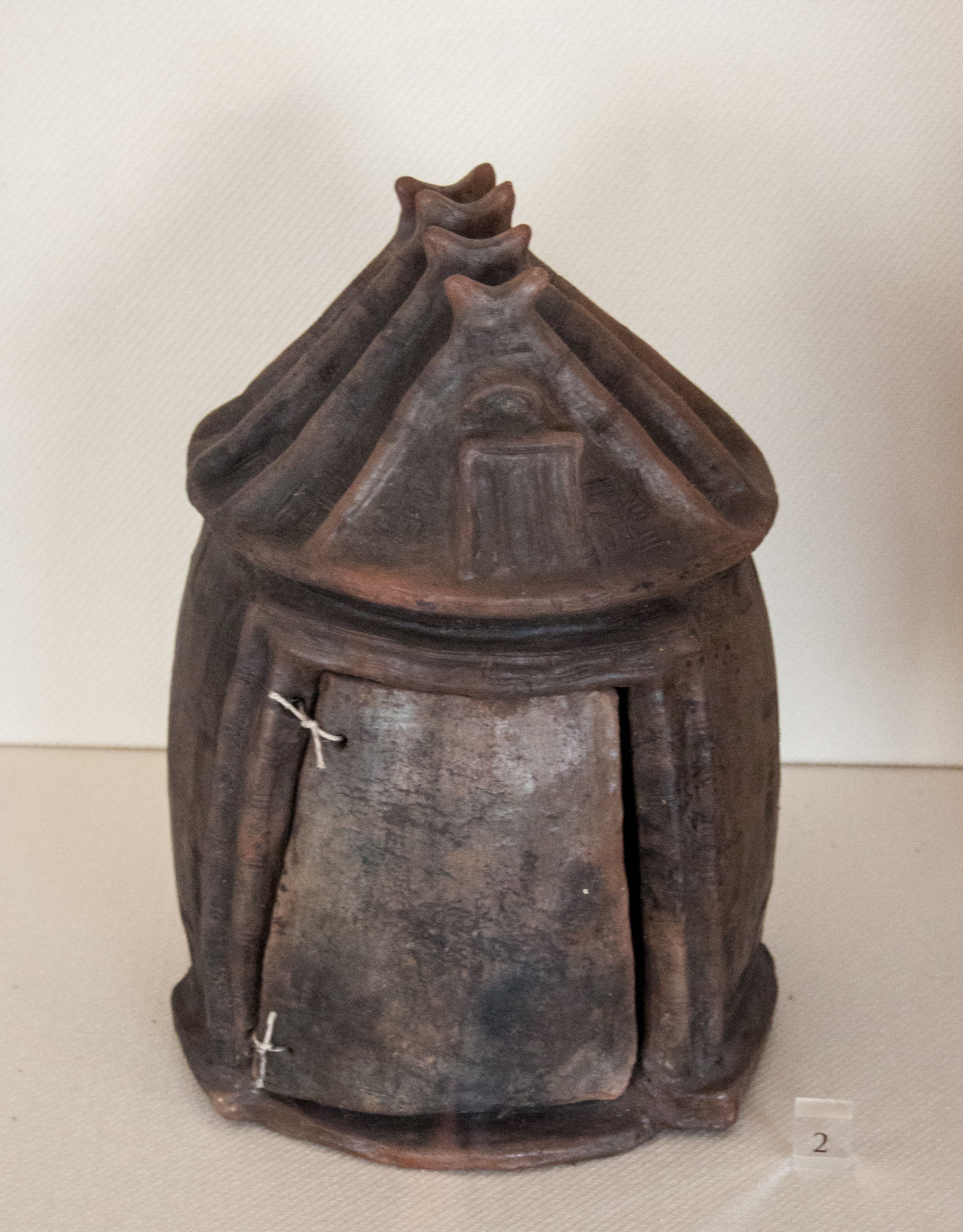
Urna a capanna, Museo nazionale romano

Diffusa nel Lazio centro-meridionale a sud del Tevere, a partire dalla media età bronzo, viene considerata la cultura che diede origine all'ethnos latino. La pratica funeraria prevedeva la cremazione del defunto, le ceneri venivano deposte in urne a forma di capanna.

#### La cultura di Terni
La cultura di Terni, facies protostorica, fu diffusa nel territorio dell'Umbria sud-orientale tra la tarda età del bronzo e la prima età del ferro (X secolo a.C. - VII sec. a.C.). È associata alla etnogenesi dei Protoumbri. Nella cultura di Terni è attestato prevalentemente l'inumazione, caratteristico dei riti funerari delle genti di etnia umbra.

#### La civiltà picena
La civiltà picena interessò nell'età del ferro tutto il territorio delle attuali Marche e dell'Abruzzo settentrionale.
Le testimonianze lasciate da questa civiltà sono molto ricche e fortemente caratterizzate, specie nella scultura, anche monumentale, nell'arte figurativa, che presenta una notevole fantasia nelle figure ed una tendenza all'astrattismo, nell'originalità delle forme della ceramica, nell'abbondante uso dell'ambra, nella grande varietà di armi, nei vistosi corredi femminili. La lingua della maggior parte delle iscrizioni è italica ed è detta Sudpiceno; in quattro iscrizioni è attestata invece l'enigmatica Lingua di Novilara. Il rito funerario (come nella più meridionale Fossakultur) prevedeva l'inumazione del defunto, in numerosi casi accompagnato da un ricco corredo.
I ritrovamenti danno prova dei diversi influssi culturali subiti da questa civiltà: villanoviani, come per le altre culture della Penisola, atestini, balcanici e in epoca più tarda greci ed etrusco-italici. La civiltà picena si sviluppò tra IX e VI secolo a.C. Nel III secolo i galli sènoni invasero la parte settentrionale del territorio piceno e gradatamente, a contatto con i Piceni e con i Greci di Ancona, la loro cultura subisce un'evoluzione, dissolvendosi in una koiné celto-greco-italica, dove l'elemento celtico rimase immutato solo per ciò che riguarda l'armamento. Come le altre culture della penisola, la civiltà picena fu poi gradualmente assorbita dalla civiltà romana.

#### La cultura delle tombe a fossa
In tedesco nota come Fossakultur, era estesa a gran parte dell'Italia meridionale tirrenica e parte di quella centrale nella prima metà del I millennio a.C., deve il suo nome alle sepolture ad inumazione (in particolare nel sud).
Appartengono alla Fossakultur le necropoli di Ischia, Cuma, della valle del Sarno, Locri, e di Torre Galli.

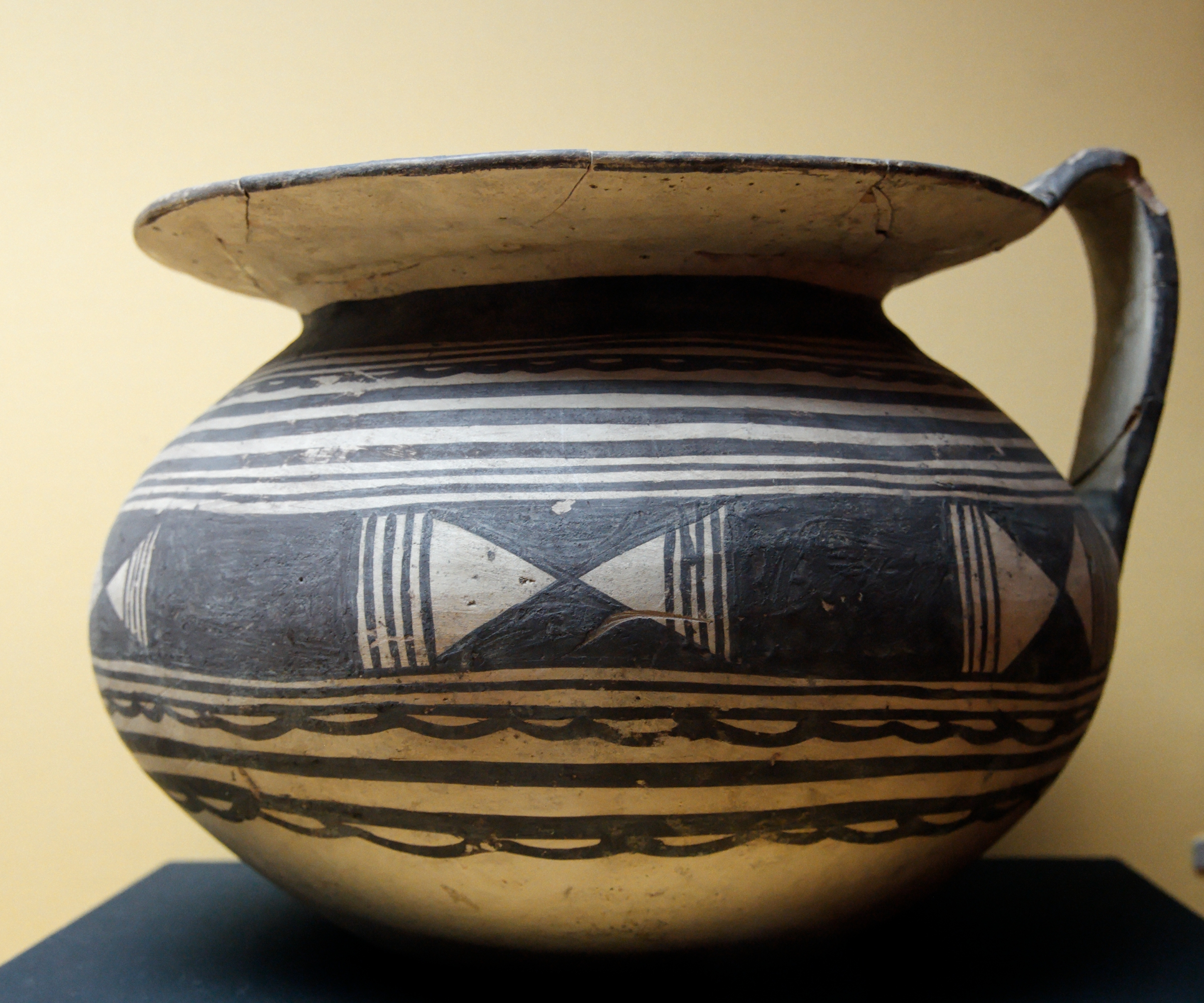
Tipico vaso in ceramica di manifattura dauna (550-400 a.C.).

#### La cultura apula
Facies culturale dell'età del ferro sorta in Puglia ad opera dagli Iapigi (divisi in Dauni, Peucezi e Messapi), popolazione di origine balcanica. È famosa per le sue ceramiche decorate in stile geometrico.

## L'Italia preromana

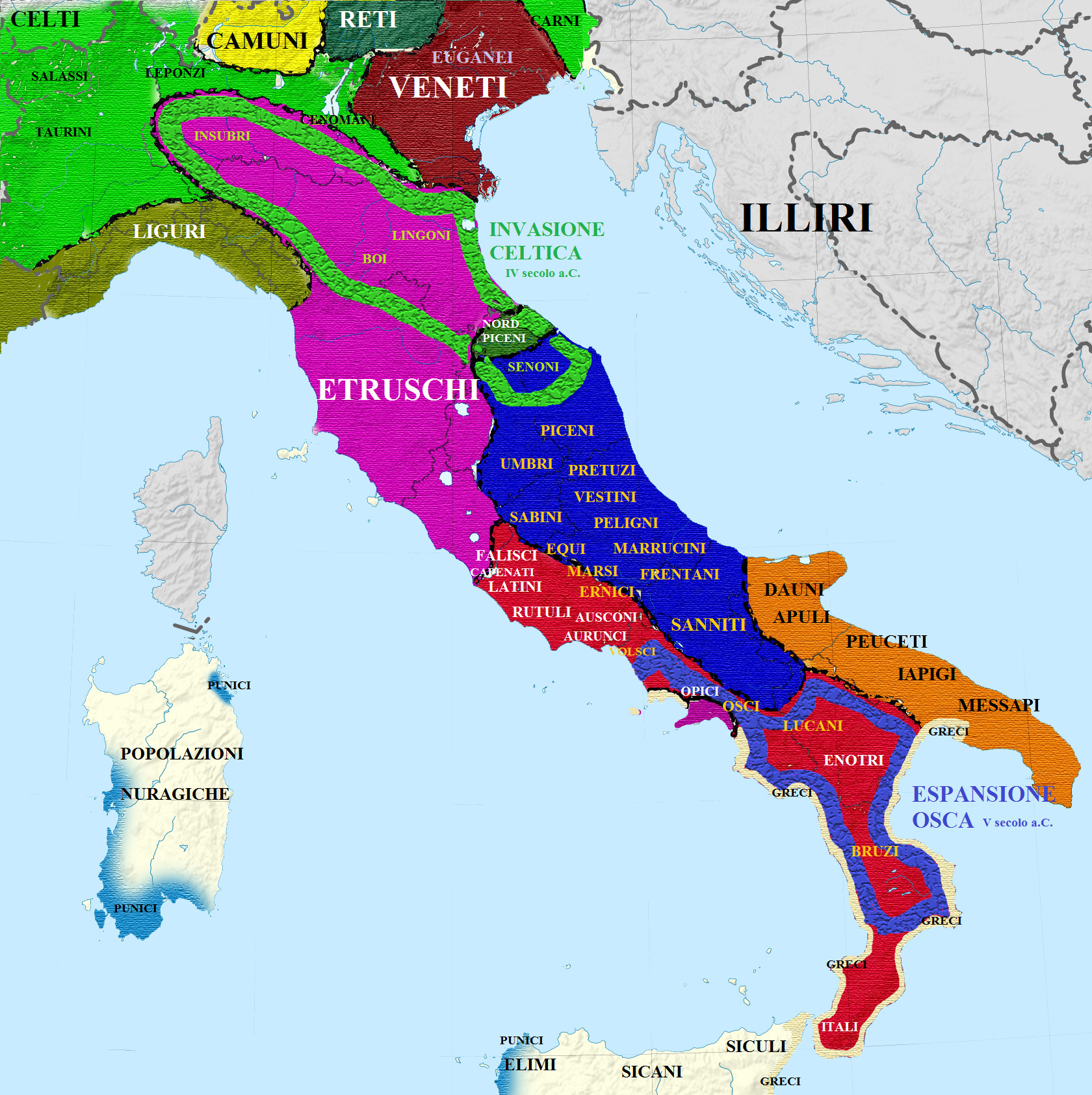
Popolazioni dell'Italia pre-romana

Le informazioni sulle genti abitanti la penisola in epoca preromana sono, in taluni casi, incomplete e soggette a revisione continua. Popolazioni di ceppo indoeuropeo, trasferitesi in Italia dall'Europa Orientale e Centrale in varie ondate migratorie (veneti, umbro-sabelli, latini, ecc.), si sovrapposero ad etnie pre-indoeuropee già presenti nell'attuale territorio italiano, o assorbendole, oppure stabilendo una forma di convivenza pacifica con esse. Presumibilmente, queste migrazioni ebbero inizio in età del bronzo medio (e cioè attorno alla metà del II millennio a.C.) e si protrassero fino al IV secolo a.C. con la discesa dei Celti nella pianura padana.
Fra i popoli di età preromana, meritano una particolare menzione gli Etruschi che, a partire dal X secolo a.C., inizio della fase villanoviana, svilupparono una civiltà complessa, evoluta e raffinata che influenzò enormemente Roma e il mondo latino. Già attorno alla metà del VI secolo, riuscirono a creare una forte ed evoluta federazione di città-stato che andava dalla Pianura Padana alla Campania e che comprendeva anche Roma e il suo territorio.
In Italia settentrionale, accanto ai Celti (comunemente chiamati Galli), troviamo i Liguri (originariamente non indoeuropei poi fusisi con i Celti) stanziati in Liguria e parte del Piemonte, nella fascia costiera dell'attuale Francia meridionale fino a poco oltre l'attuale confine spagnolo, mentre nell'Italia nord-orientale vivevano i veneti (paleoveneti) di probabile origine illirica o, secondo alcune fonti, provenienti dall'Asia Minore, mentre alcuni studiosi sostengono una calata dall'attuale Polonia.
Nell'Italia più propriamente peninsulare accanto agli Etruschi, cui abbiamo già accennato, convivevano tutta una serie di popoli, in massima parte di origine indoeuropea, definiti Italici fra cui: Umbri in Umbria; Latini, Sabini, Ernici, Falisci, Volsci ed Equi nel Lazio; Piceni nelle Marche ed in Abruzzo Settentrionale; Sanniti nell'Abruzzo Meridionale, Molise e Campania; Dauni, Messapi e Peucezi (che formano gli Apuli o Iapigi) in Puglia; Lucani e Bruzi nell'estremo Sud; Siculi, Elimi e Sicani in Sicilia.
La Sardegna era abitata invece, fin dal II millennio a.C., da varie etnie che diedero vita alla civiltà nuragica; le più importanti delle quali erano i Balari, gli Iolei e i Corsi. Questo insieme di popoli venivano denominati genericamente "Sardi" che secondo alcuni sono identificabili con il misterioso popolo dei Shardana, uno dei Popoli del Mare che attaccarono il faraone Ramses III.
Alcune di queste popolazioni, stanziate nell'Italia meridionale e nelle isole, si troveranno a convivere, dall'VIII fino al III secolo a.C., con le colonie Greche e Fenicie (Puniche) successivamente assorbite dallo stato romano.
Fra le popolazioni citate, oltre agli Etruschi, di cui si è già parlato, ebbero un ruolo importante in epoca preromana e romana i Sanniti, che riuscirono a costituire un'importante federazione in una vasta area dell'Italia appenninica e che contrastarono lungamente (ed eroicamente) l'espansione romana verso l'Italia meridionale.
Nell'area laziale, invece, un posto a sé stante meritano i Latini protagonisti, assieme ai Sabini, della primitiva espansione dell'Urbe forgiatori, insieme agli Etruschi ed ai popoli italici più progrediti (Umbri, Falisci, ecc.), della futura civiltà romana.

### Libri
- Emmanuel Anati, La civiltà di Val Camonica, Milano, Il Saggiatore, 1964.
- Anna Maria Bietti Sestieri, L'Italia nell'età del bronzo e del ferro. Dalle palafitte a Romolo (2200-700 a. C.), Carocci Editore, 2010.
- Gianna G. Buti e Giacomo Devoto, Preistoria e storia delle regioni d'Italia, Sansoni Università, 1974.
- Renato Peroni, L'Italia alle soglie della storia, Edizioni Laterza, 1996.

### Riviste
- (EN) Stefano Benazzi, Katerina Douka, Cinzia Fornai, Catherine C. Bauer, Ottmar Kullmer, Jiří Svoboda, Ildikó Pap, Francesco Mallegni, Priscilla Bayle, Michael Coquerelle, Silvana Condemi, Annamaria Ronchitelli, Katerina Harvati e Gerhard W. Weber, Early dispersal of modern humans in Europe and implications for Neanderthal behaviour, in Nature, n. 479, 2 novembre 2011.
- (EN) Carlo Peretto, Julie Arnaud, Jacopo Moggi-Cecchi, Giorgio Manzi, Sébastien Nomade, Alison Pereira, Christophe Falguères, Jean-Jacques Bahain, Dominique Grimaud-Hervé, Claudio Berto, Benedetto Sala, Giuseppe Lembo, Brunella Muttillo, Rosalia Gallotti, Ursula Thun Hohenstein, Carmela Vaccaro, Mauro Coltorti e Marta Arzarello, A Human Deciduous Tooth and New 40Ar/39Ar Dating Results from the Middle Pleistocene Archaeological Site of Isernia La Pineta, Southern Italy, in PLOS One, 2015, DOI:10.1371/journal.pone.0140091. URL consultato il 26 luglio 2025.